# Leichtathletik-Weltmeisterschaften 2013/Marathon der Frauen

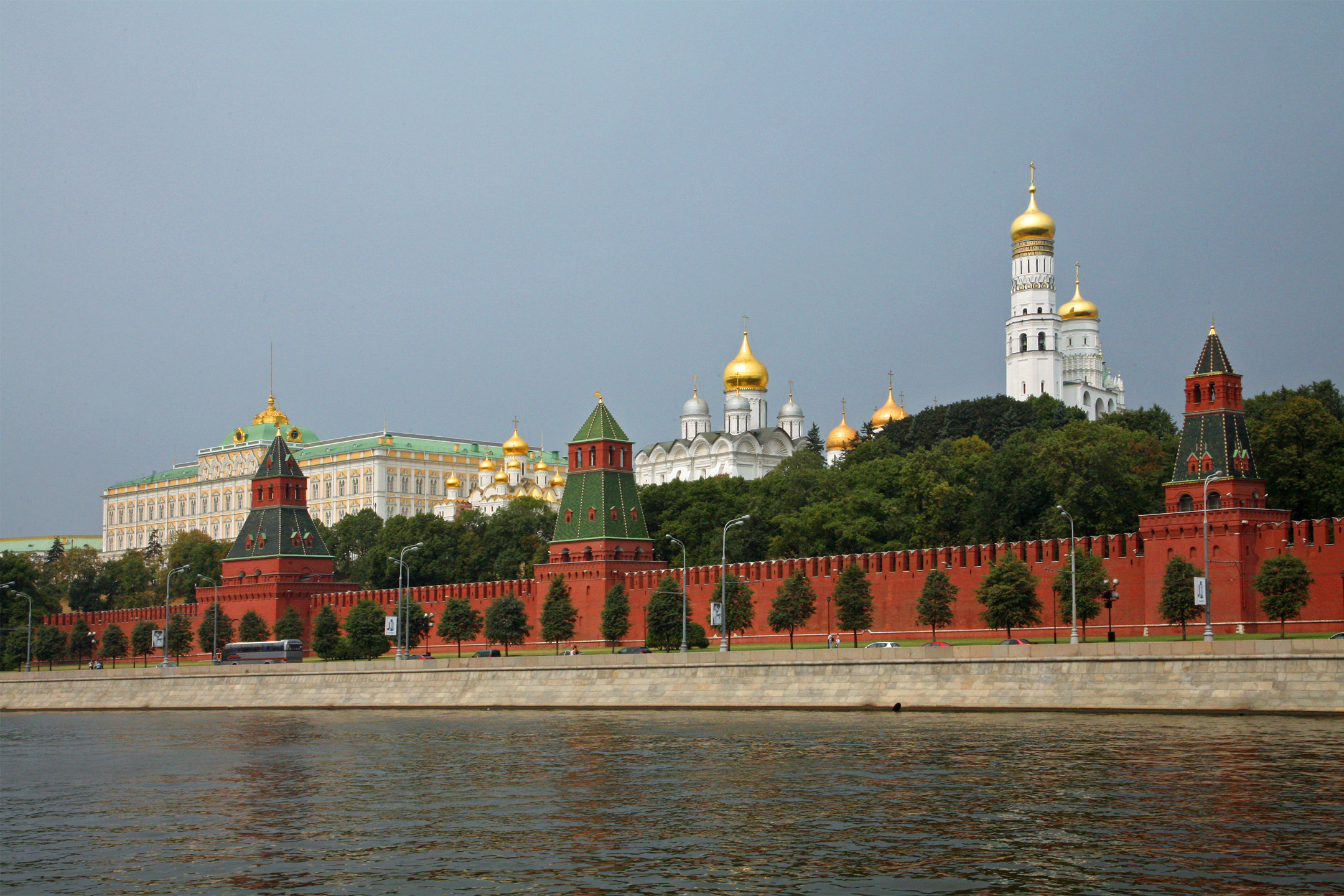
Blick auf Kremlmauer und Kreml im Jahr 2010

Der Marathonlauf der Frauen bei den Leichtathletik-Weltmeisterschaften 2013 wurde am 10. August 2013 um 14:00 Ortszeit in den Straßen der russischen Hauptstadt Moskau ausgetragen und war der vierte Lauf des World Marathon Majors des Jahres.
Weltmeisterin wurde die kenianische Titelverteidigerin Edna Kiplagat. Sie gewann vor der Italienerin Valeria Straneo. Bronze ging an die Japanerin Kayoko Fukushi.

## Bestehende Rekorde
| Weltrekord | 2:15:25 h | Paula Radcliffe | London-Marathon 2003, Großbritannien | 13. April 2003  |
| WM-Rekord  | 2:20:57 h | Paula Radcliffe | WM 2005 in Helsinki, Finnland        | 14. August 2005 |

Der bestehende WM-Rekord wurde bei diesen Weltmeisterschaften nicht eingestellt und nicht verbessert.

## Doping
Die von 2011 bis 2013 erzielten Resultate der Türkin Ümmü Kiraz, die das Rennen nicht beendet hatte, wurden aufgrund von irregulären Blutwerten in ihrem Biologischen Pass durch die Welt-Anti-Doping-Agentur (WADA) annulliert. Darüber hinaus wurde Ümmü Kiraz mit einer Sperre von zweieinhalb Jahren belegt.

## Ergebnis

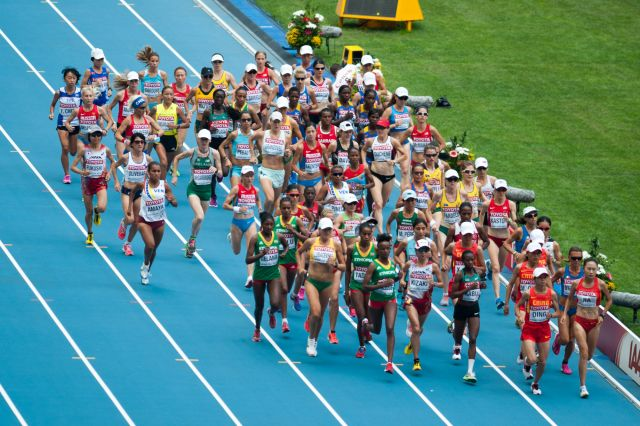
Kurz nach dem Start des Rennens im Stadion

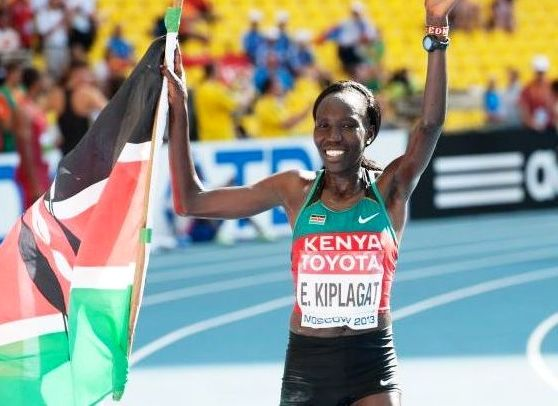
Weltmeisterin Edna Ngeringwony Kiplagat

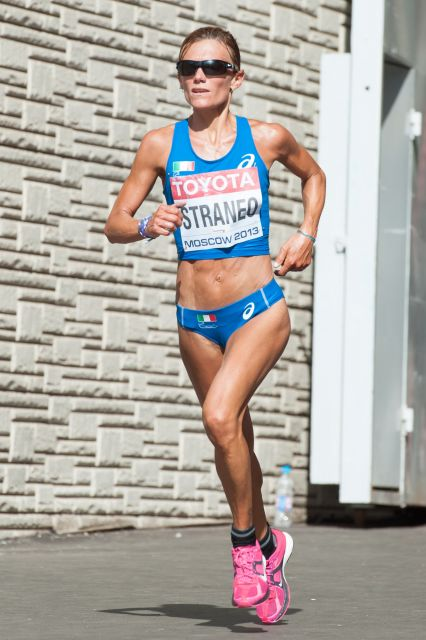
Vizeweltmeisterin Valeria Straneo

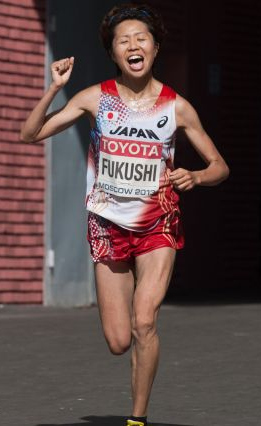
Bronzemedaillengewinnerin Kayoko Fukushi beim Einlauf ins Stadion

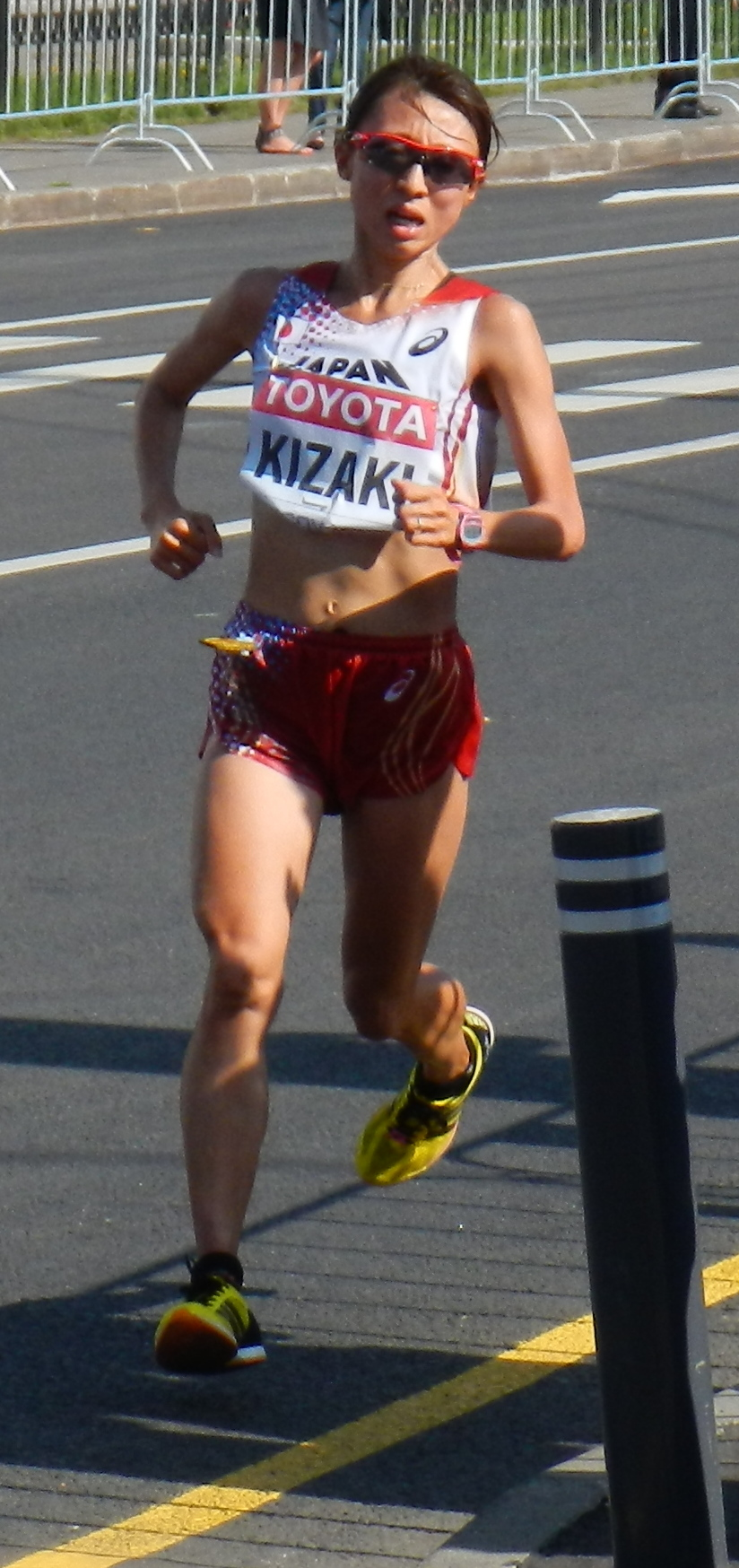
Ryōko Kizaki belegte Rang vier

10. August 2013, 14:00 Uhr
| Platz | Athletin                     | Land                | Zeit (h)                              |
| ----- | ---------------------------- | ------------------- | ------------------------------------- |
|       | Edna Kiplagat                | Kenia               | 2:25:44                               |
|       | Valeria Straneo              | Italien             | 2:25:58 SB                            |
|       | Kayoko Fukushi               | Japan               | 2:27:45                               |
| 04    | Ryōko Kizaki                 | Japan               | 2:31:28                               |
| 05    | Alessandra Aguilar           | Spanien             | 2:32:38                               |
| 06    | Emma Quaglia                 | Italien             | 2:34:16 SB                            |
| 07    | Madaí Pérez                  | Mexiko              | 2:34:23 SB                            |
| 08    | Kim Hye-gyong                | Nordkorea           | 2:35:49                               |
| 09    | Deena Kastor                 | USA                 | 2:36:12 SB                            |
| 10    | Susan Partridge              | Großbritannien      | 2:36:24                               |
| 11    | Jessica Trengove             | Australien          | 2:37:11 SB                            |
| 12    | Diana Lobačevskė             | Litauen             | 2:37:48                               |
| 13    | Aberu Kebede                 | Äthiopien           | 2:38:04                               |
| 14    | Kim Hye-song                 | Nordkorea           | 2:38:28                               |
| 15    | Lishan Dula                  | Barbados            | 2:38:47 SB                            |
| 16    | Sonia Samuels                | Großbritannien      | 2:39:03 SB                            |
| 17    | Sin Yong-sun                 | Nordkorea           | 2:39:22                               |
| 18    | Dorothy McMahan              | USA                 | 2:39:52 SB                            |
| 19    | Ding Changqin                | Volksrepublik China | 2:40:13                               |
| 20    | Živilė Balčiūnaitė           | Litauen             | 2:41:19 SB                            |
| 21    | Albina Majorowa              | Russland            | 2:41:19                               |
| 22    | Nadeschda Leontewa           | Russland            | 2:42:49                               |
| 23    | Jeannette Faber              | USA                 | 2:44:03 SB                            |
| 24    | Lucy Wangui Kabuu            | Kenia               | 2:44:06 SB                            |
| 25    | Alina Armas                  | Namibia             | 2:45:09                               |
| 26    | Alewtina Biktimirowa         | Russland            | 2:45:11                               |
| 27    | Tatjana Arjassowa            | Russland            | 2:45:27                               |
| 28    | Wei Xiaojie                  | Volksrepublik China | 2:46:46                               |
| 29    | Kaliopi Astropekaki          | Griechenland        | 2:47:12                               |
| 30    | Remalda Kergytė              | Litauen             | 2:47:30                               |
| 31    | Kateryna Karmanenko          | Ukraine             | 2:48:18 SB                            |
| 32    | Kim Seong-eun                | Südkorea            | 2:48:46                               |
| 33    | Carmen Oliveras              | Frankreich          | 2:48:58                               |
| 34    | Cao Mojie                    | Volksrepublik China | 2:49:15                               |
| 35    | Renate Wyss                  | Schweiz             | 2:50:41                               |
| 36    | Karina Córdoba               | Argentinien         | 2:51:07 SB                            |
| 37    | Mary Davies                  | Neuseeland          | 2:51:24 SB                            |
| 38    | Lulia Andreeva               | Kiribati            | 2:53:16                               |
| 39    | Erika Abrill                 | Kolumbien           | 2:55:13                               |
| 40    | Lauren Shelly                | Australien          | 2:55:40 SB                            |
| 41    | Karina Neipán                | Argentinien         | 2:56:02 SB                            |
| 42    | Tanith Maxwell               | Südafrika           | 2:56:37 SB                            |
| 43    | Zuleima Amaya                | Venezuela           | 2:58:22                               |
| 44    | Lanni Marchant               | Kanada              | 3:01:54                               |
| 45    | Nicole Chapple               | Australien          | 3:05:49                               |
| 46    | Daneja Grandovec             | Slowenien           | 3:10:46 SB                            |
| DNF   | Érika Olivera                | Chile               |                                       |
| DNF   | Chen Yu-Hsuan                | Chinesisch Taipeh   |                                       |
| DNF   | He Yinli                     | Volksrepublik China |                                       |
| DNF   | Jia Chaofeng                 | Volksrepublik China |                                       |
| DNF   | Jane Fardell                 | Australien          |                                       |
| DNF   | Yolymar Pineda               | Venezuela           |                                       |
| DNF   | Valentine Jepkorir Kipketer  | Kenia               |                                       |
| DNF   | María Peralta                | Argentinien         |                                       |
| DNF   | Leena Ekandjo                | Namibia             |                                       |
| DNF   | Feyse Tadese                 | Äthiopien           |                                       |
| DNF   | Kim Mi-Gyong                 | Nordkorea           |                                       |
| DNF   | Meselech Melkamu             | Äthiopien           |                                       |
| DNF   | Tiki Gelana                  | Äthiopien           |                                       |
| DNF   | Mizuki Noguchi               | Japan               |                                       |
| DNF   | Meseret Hailu                | Äthiopien           |                                       |
| DNF   | Luwsanlchündegiin Otgonbajar | Mongolei            |                                       |
| DNF   | Sultan Haydar                | Türkei              |                                       |
| DNF   | Helalia Johannes             | Namibia             |                                       |
| DNF   | Slađana Perunović            | Montenegro          |                                       |
| DNF   | Krista Duchene               | Kanada              |                                       |
| DNF   | Beata Naigambo               | Namibia             |                                       |
| DNF   | Maria McCambridge            | Irland              |                                       |
| DSQ   | Nebiat Habtemariam           | Eritrea             | IAAF Rule 240.8g – Verpflegungsfehler |
| DOP   | Ümmü Kiraz                   | Türkei              | DNF                                   |
| DNS   | Patricia Morceli Bühler      | Schweiz             |                                       |
| DNS   | Rosa Chacha                  | Ecuador             |                                       |

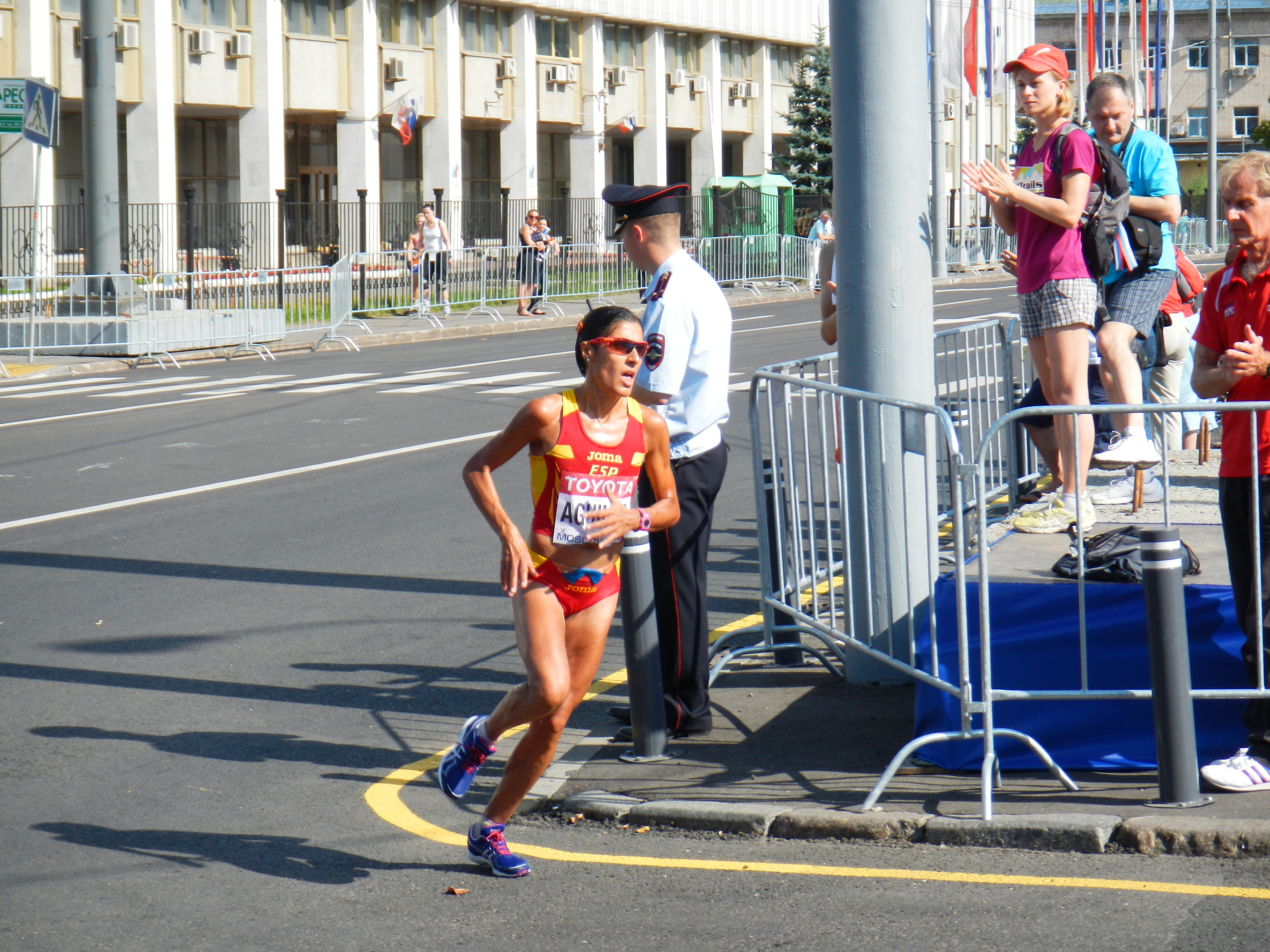
Alessandra Aguilar erreichte Platz fünf
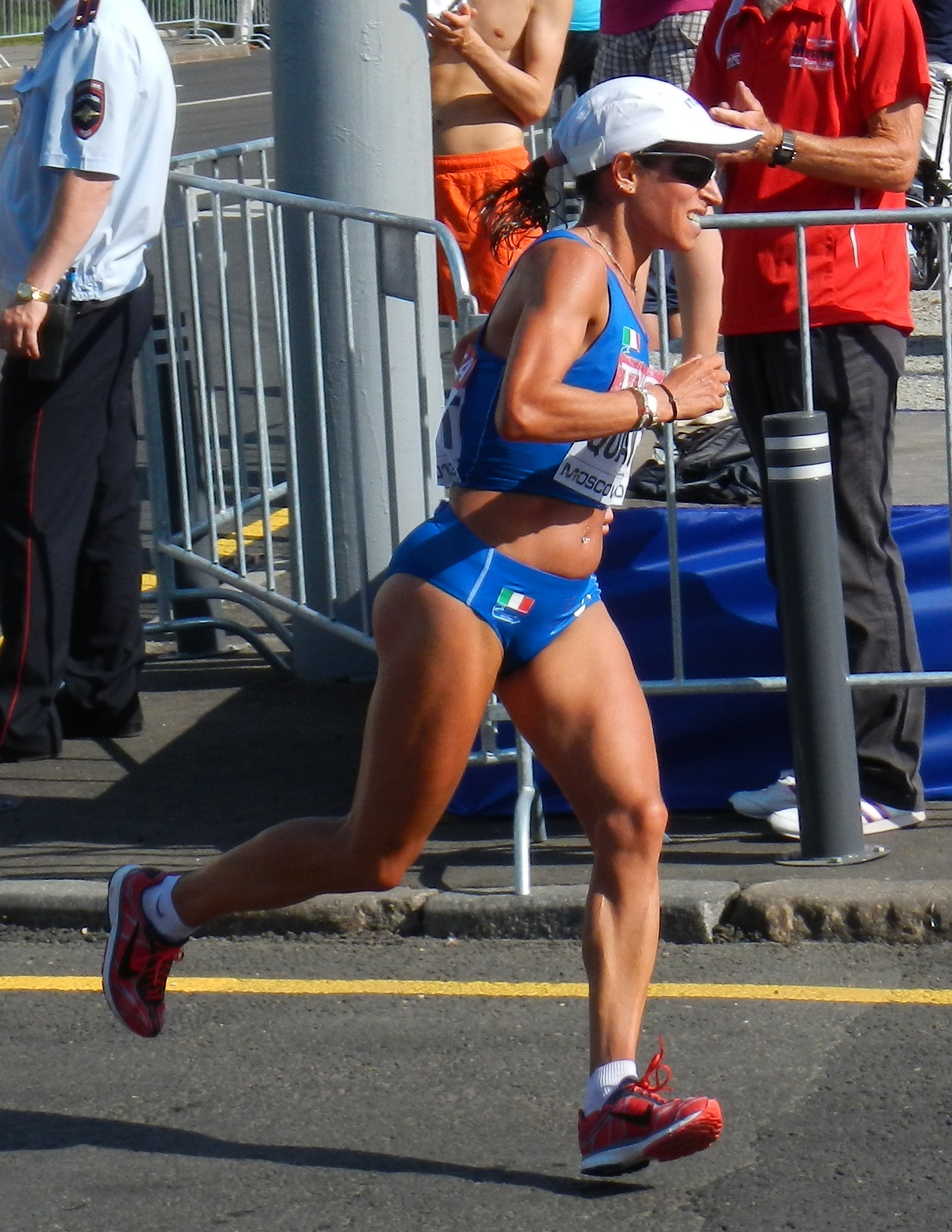
Rang sechs für Emma Quaglia
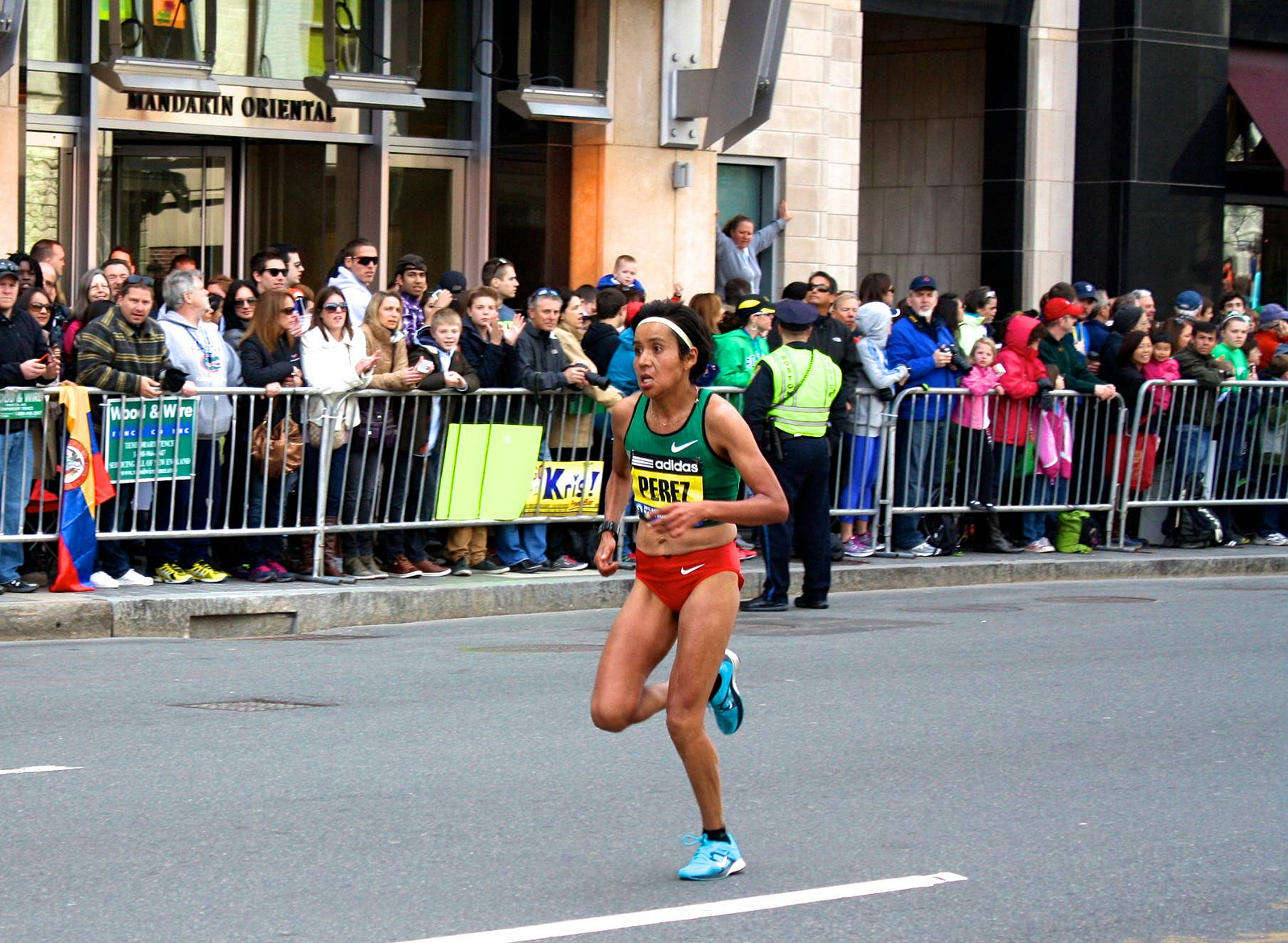
Die siebtplatzierte Madaí Pérez
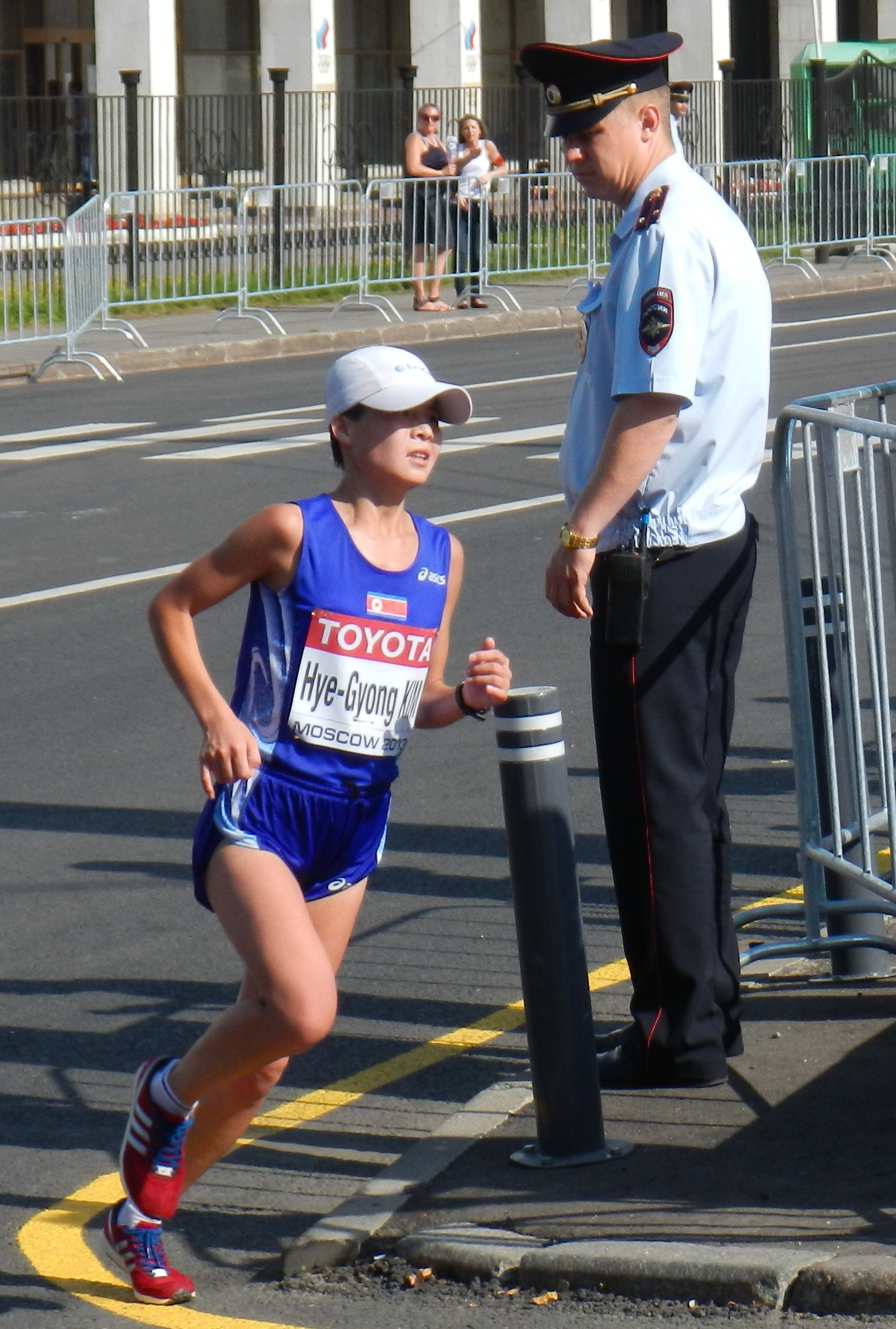
Kim Hye-gyong – Rang acht
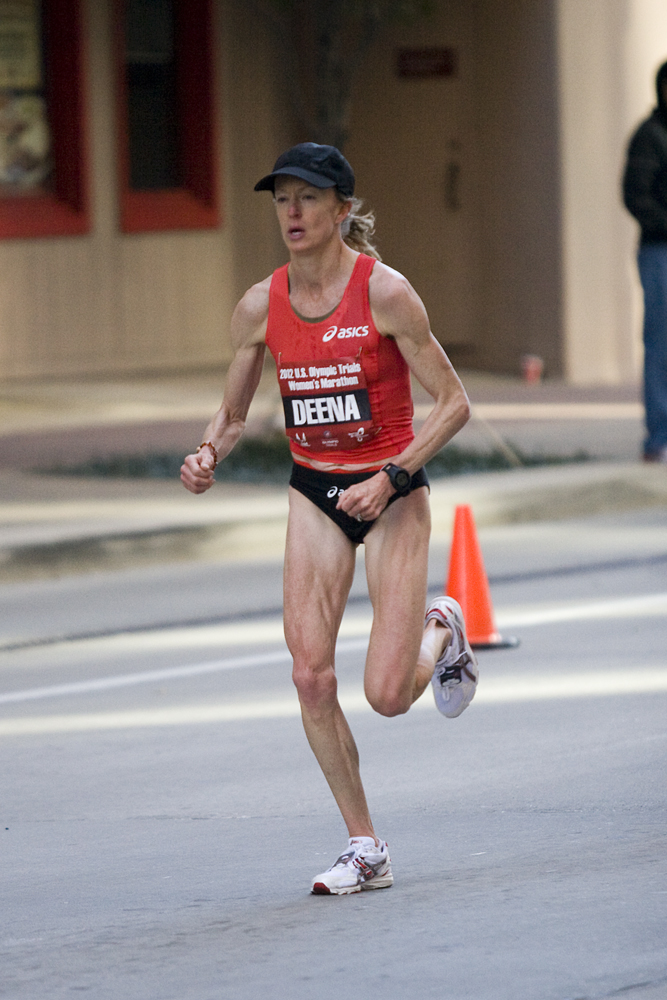
Deena Kastor wurde Neunte
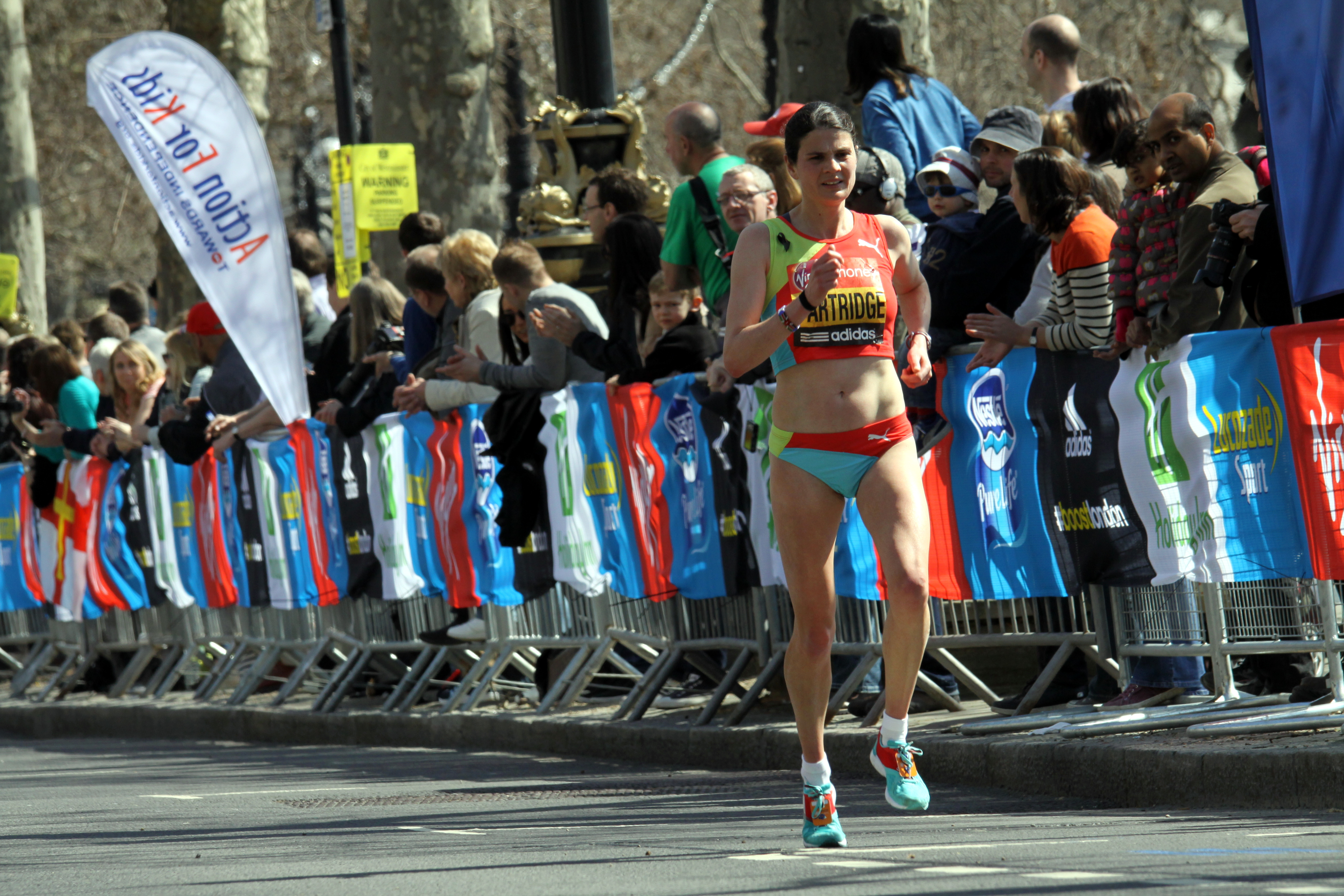
Susan Partridge – Rang zehn
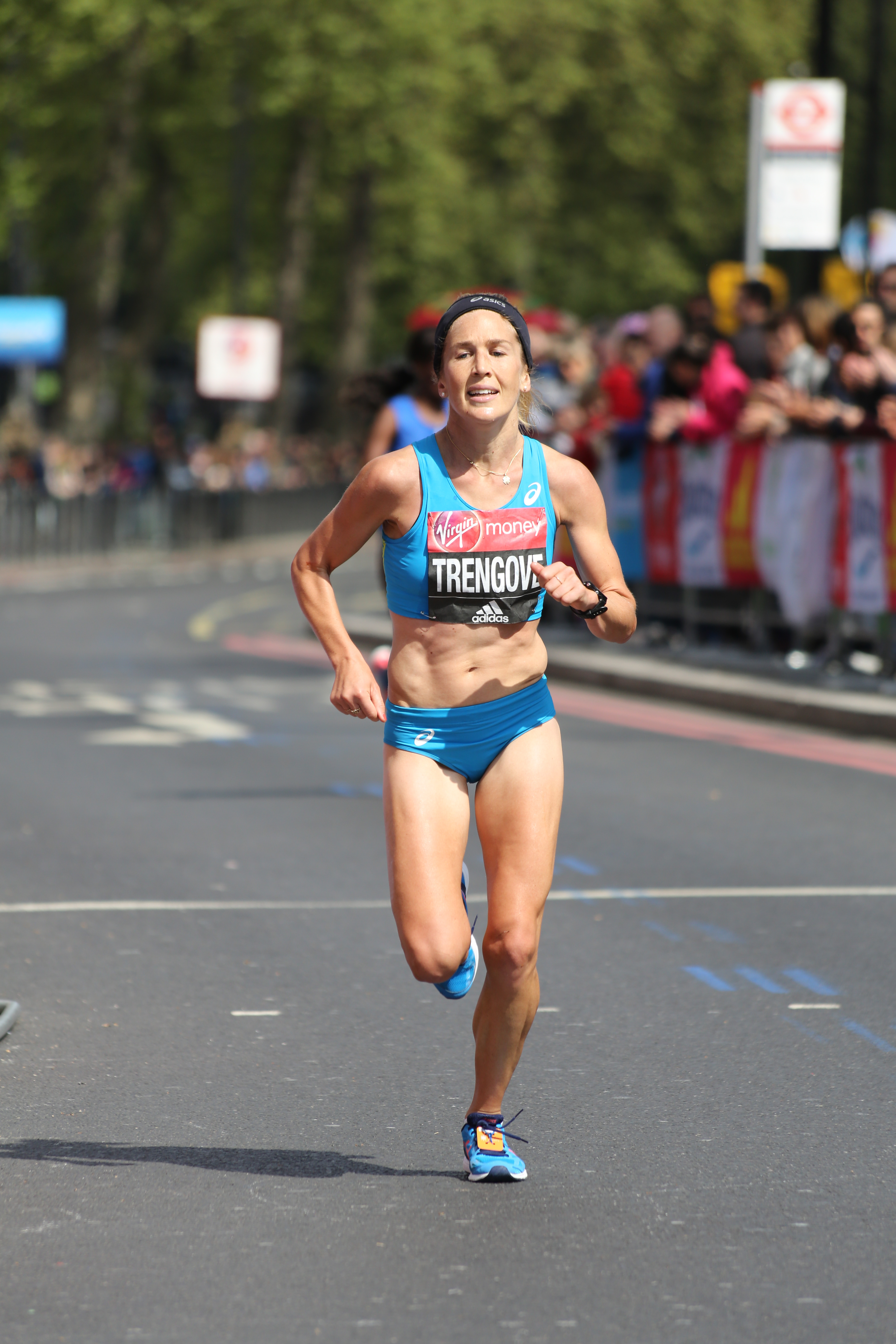
Jessica Trengove – Rang elf
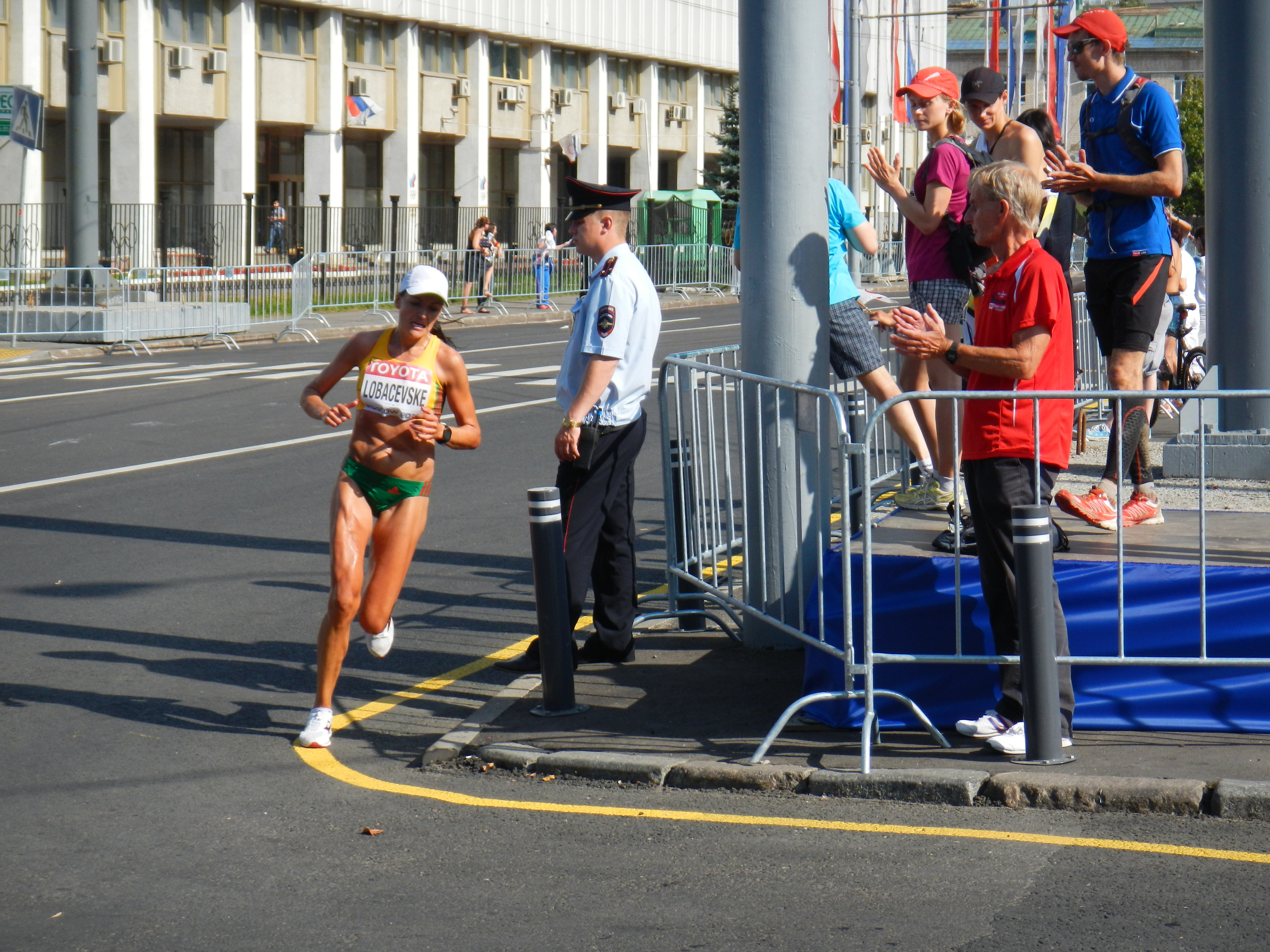
Diana Lobačevskė – Rang zwölf
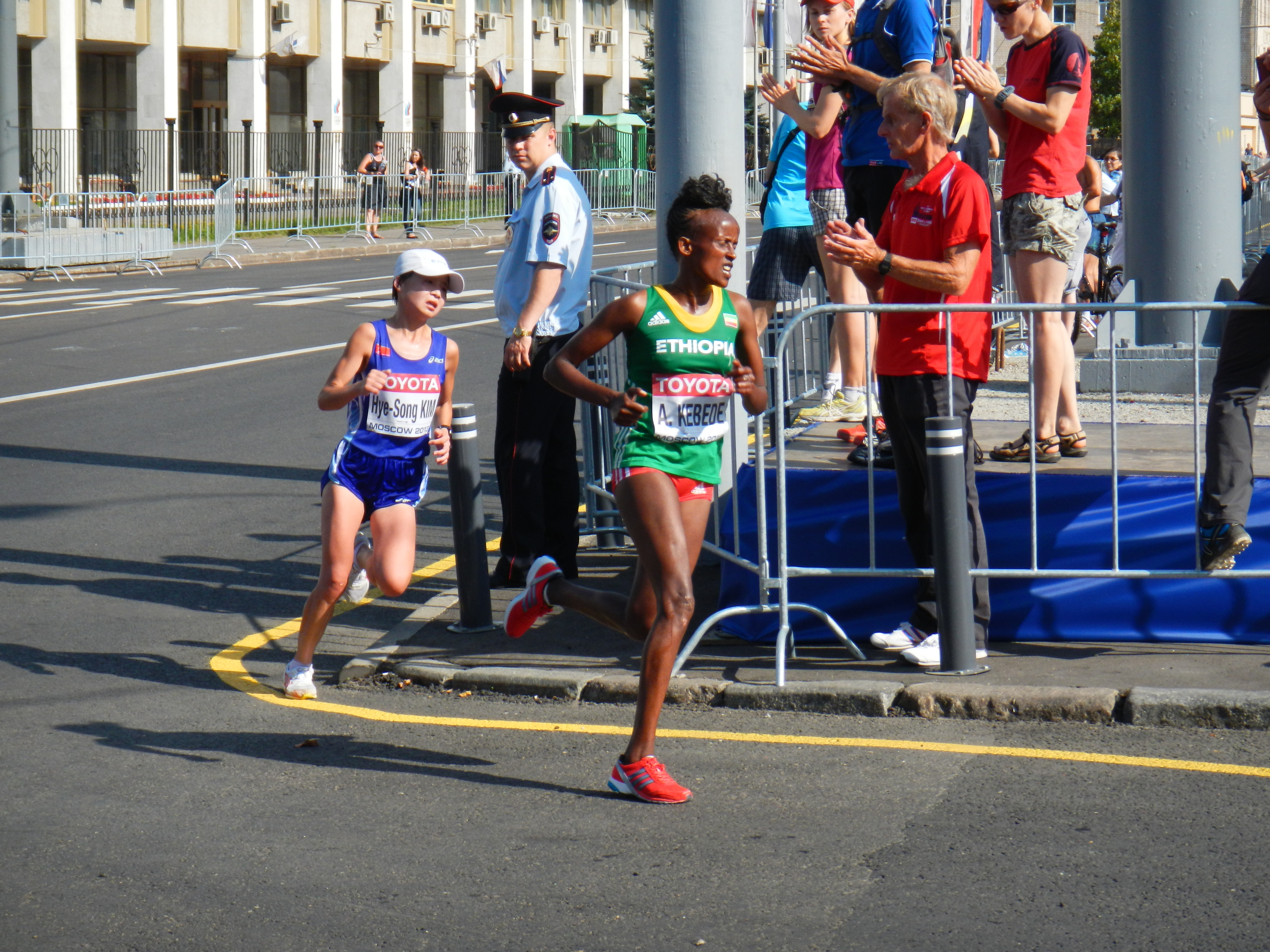
Aberu Kebede (rechts) – Rang dreizehn / Kim Hye-song – Rang vierzehn
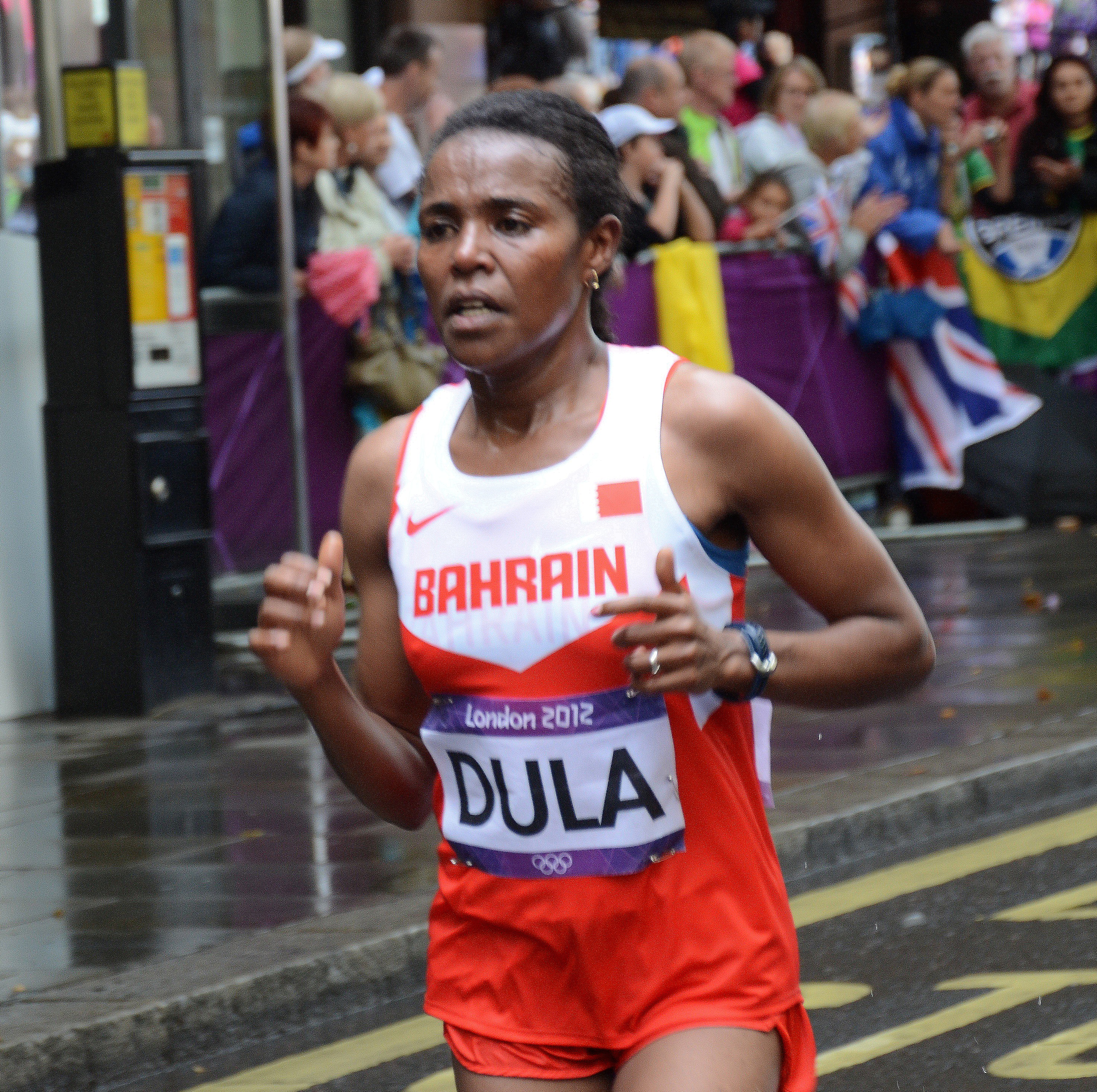
Lishan Dula – Rang fünfzehn
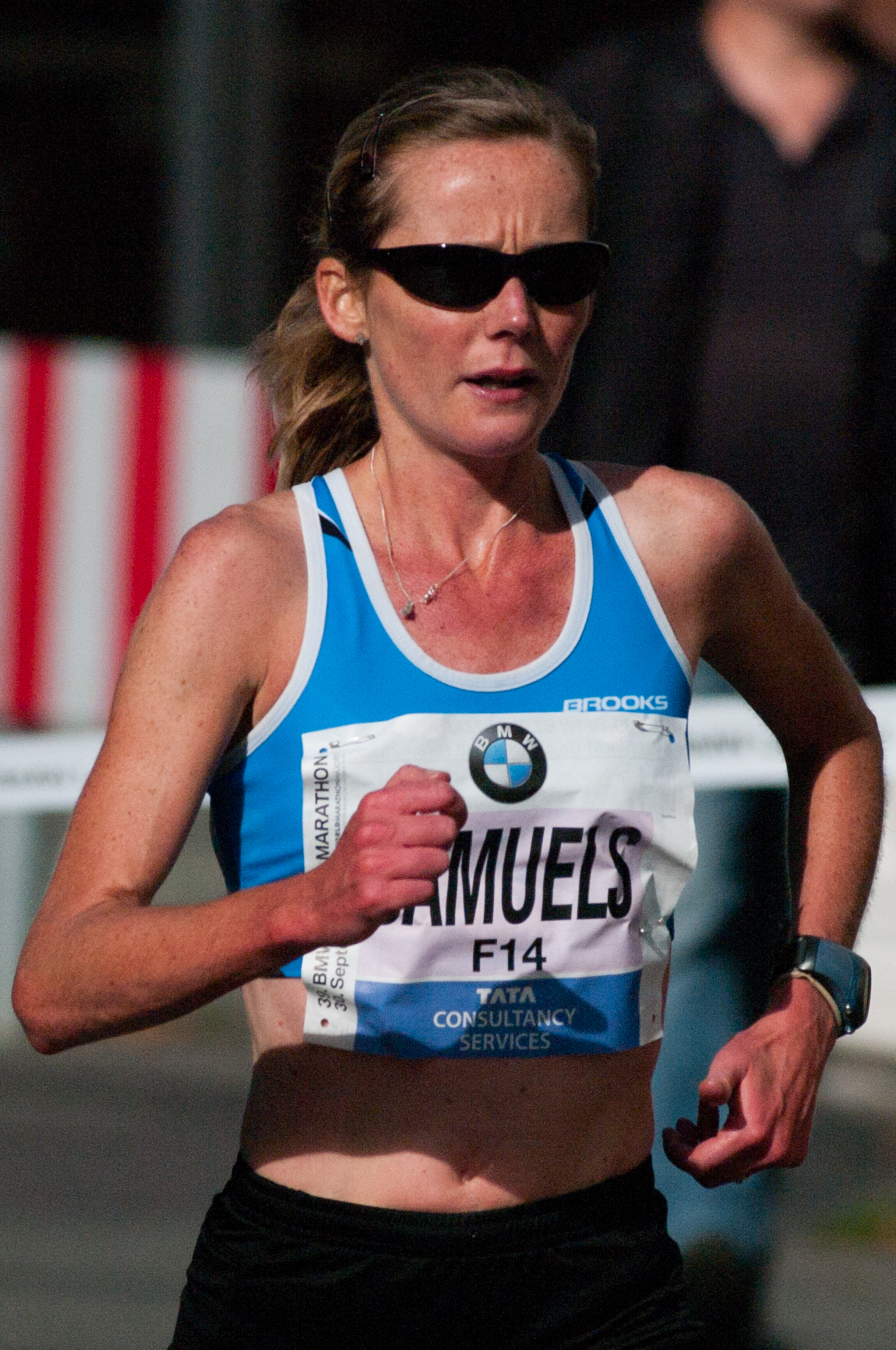
Sonia Samuels – Rang sechzehn
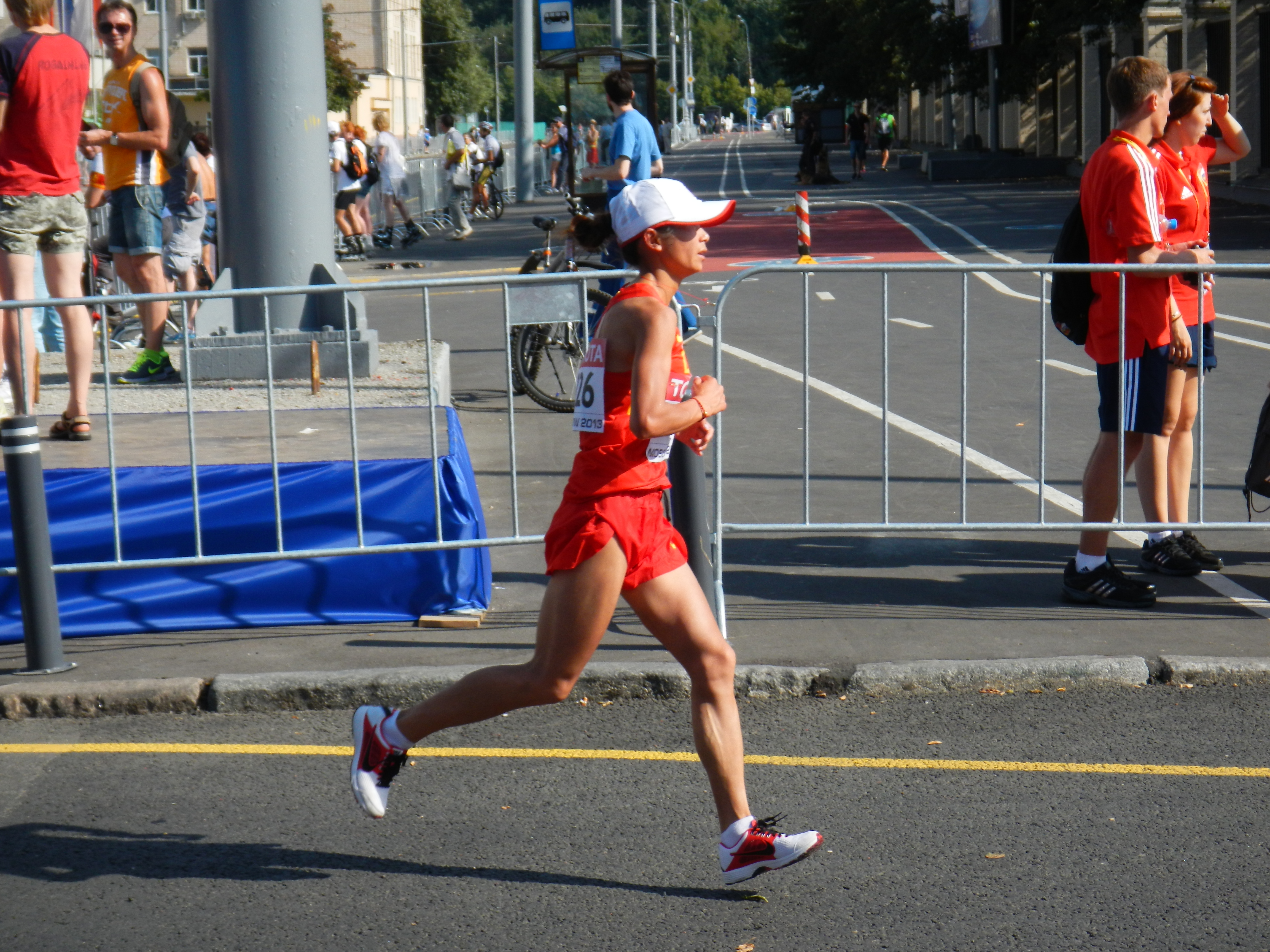
Ding Changqin – Rang 19
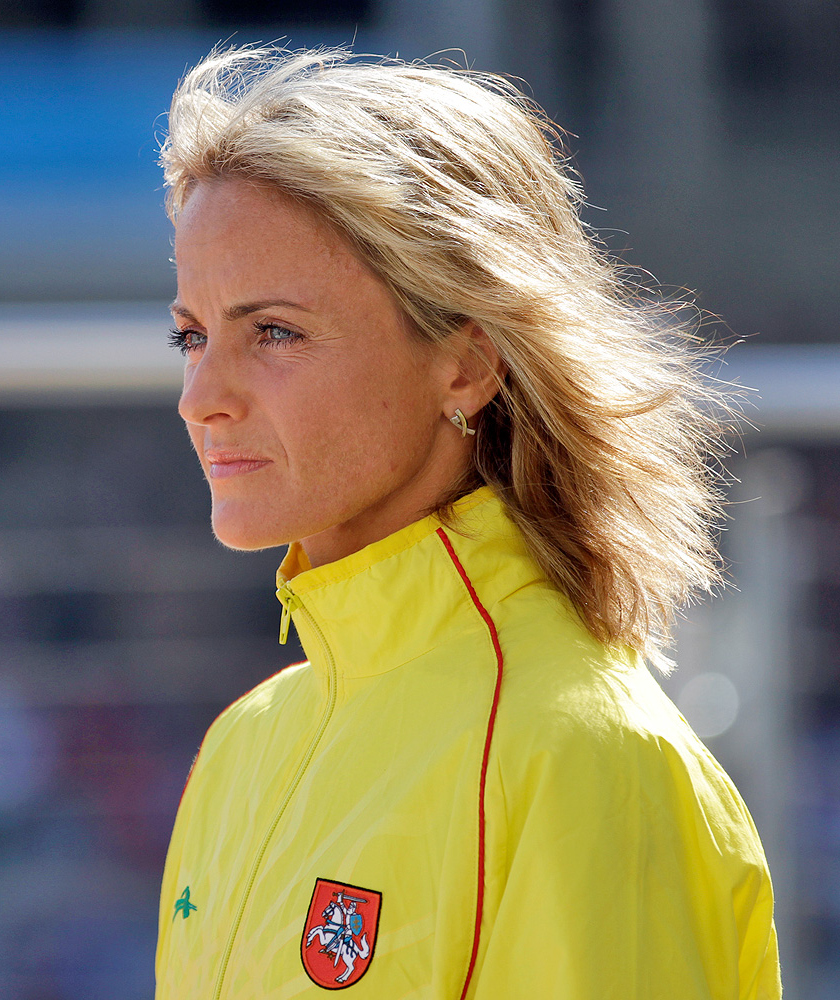
Živilė Balčiūnaitė – Rang zwanzig
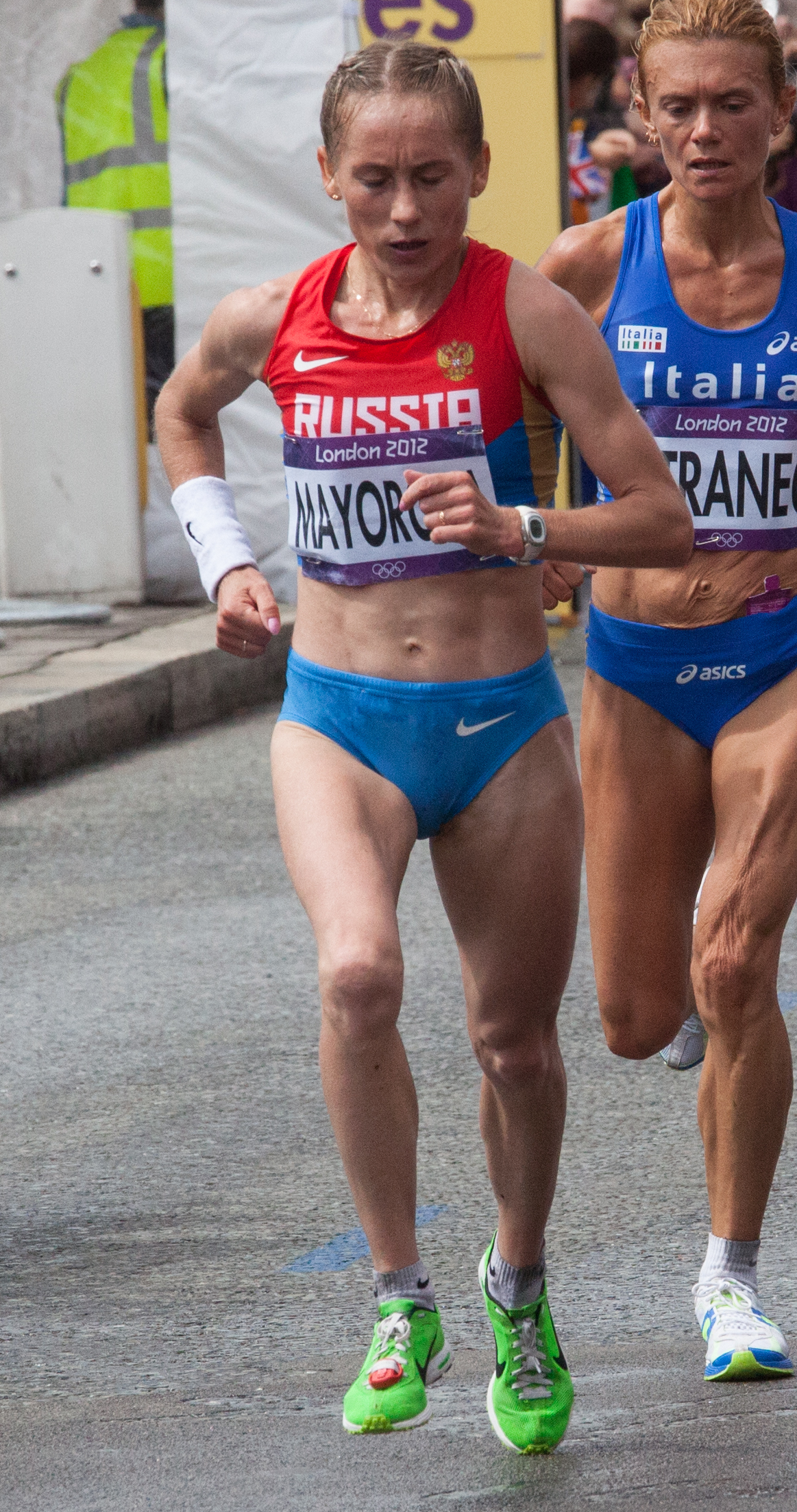
Albina Majorowa – Rang 21
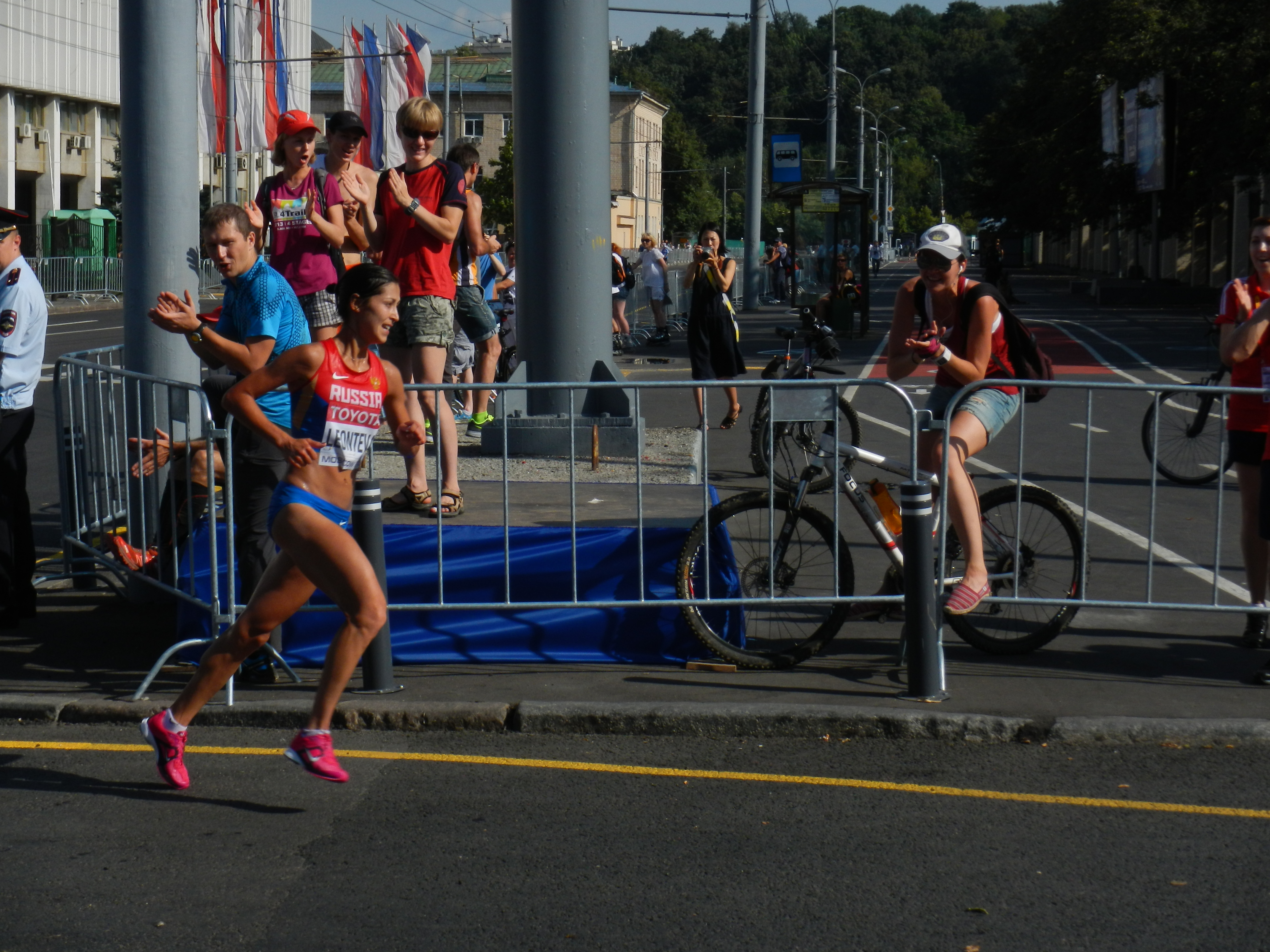
Nadeschda Leontewa – Rang 22

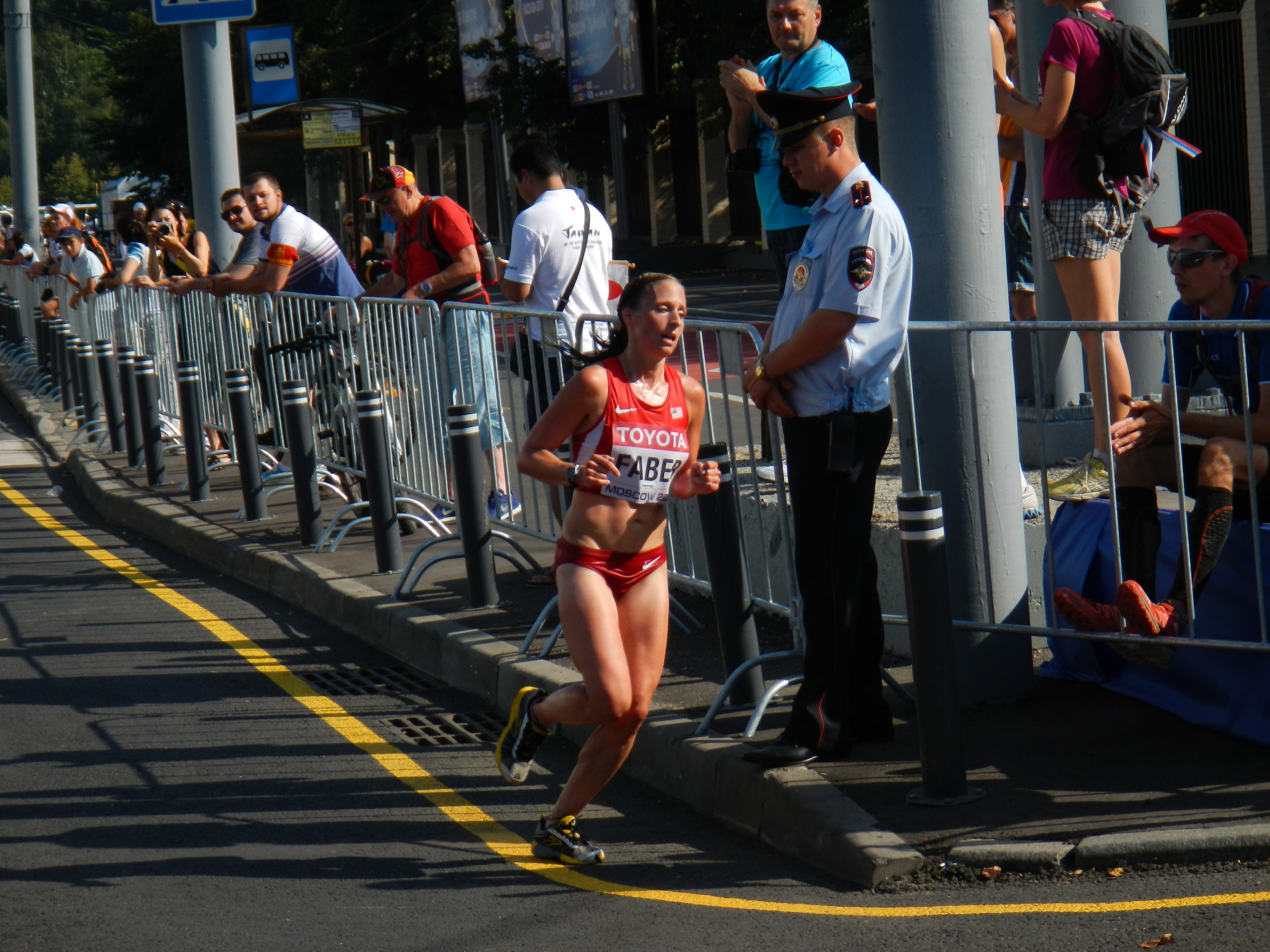
Jeannette Faber – Rang 23
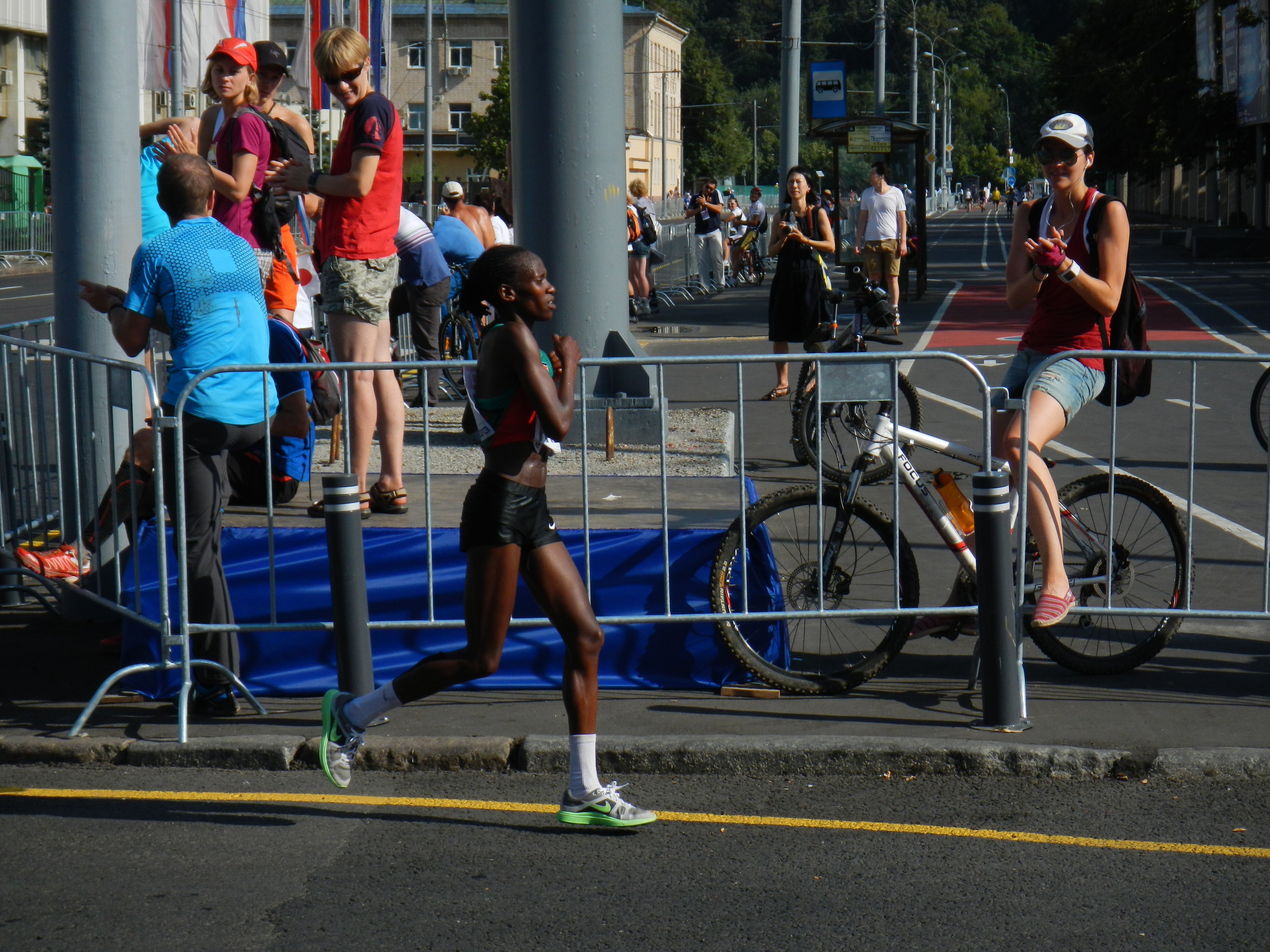
Lucy Wangui Kabuu – Rang 24
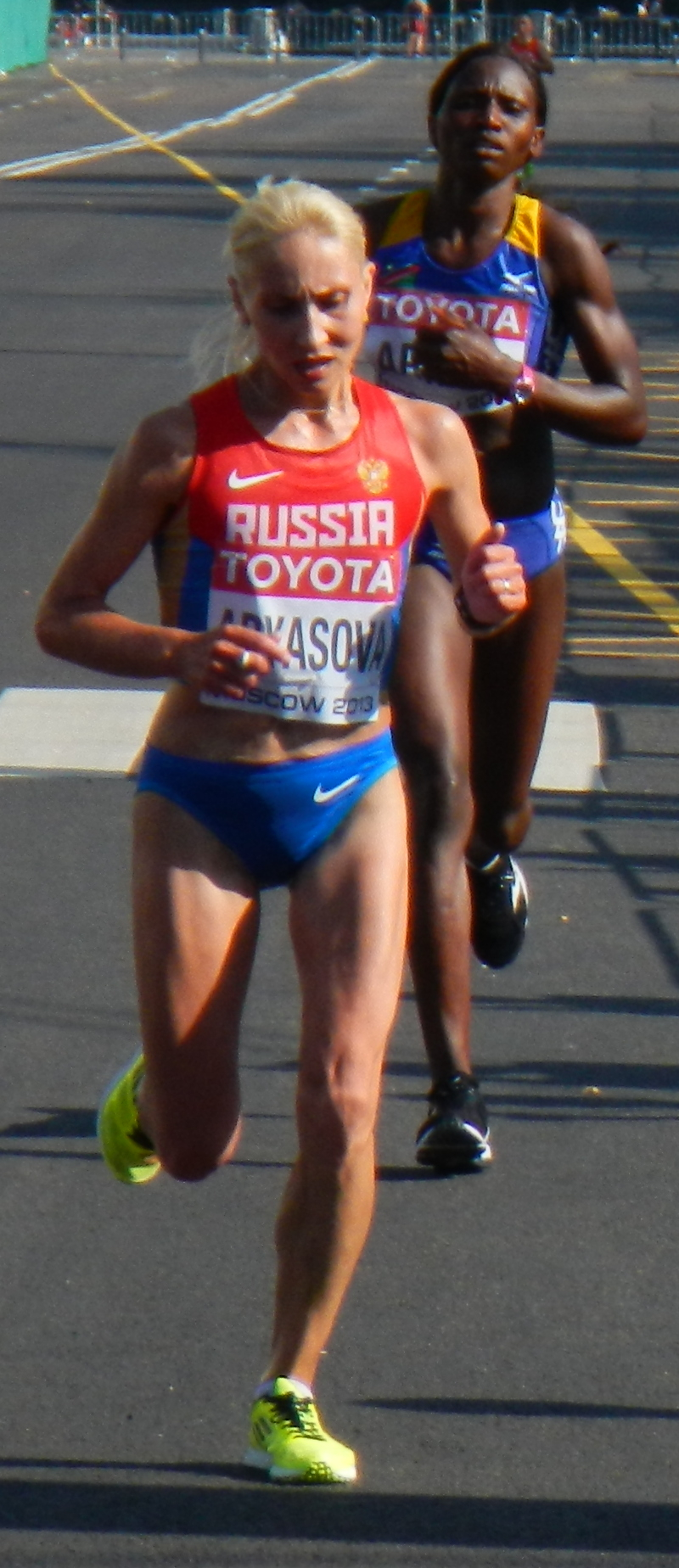
Alina Armas (hintere Position) – Rang 25 Tatjana Arjassowa – Rang 27
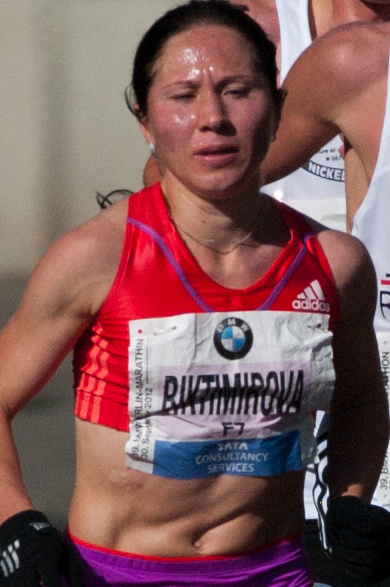
Alewtina Biktimirowa – Rang 26
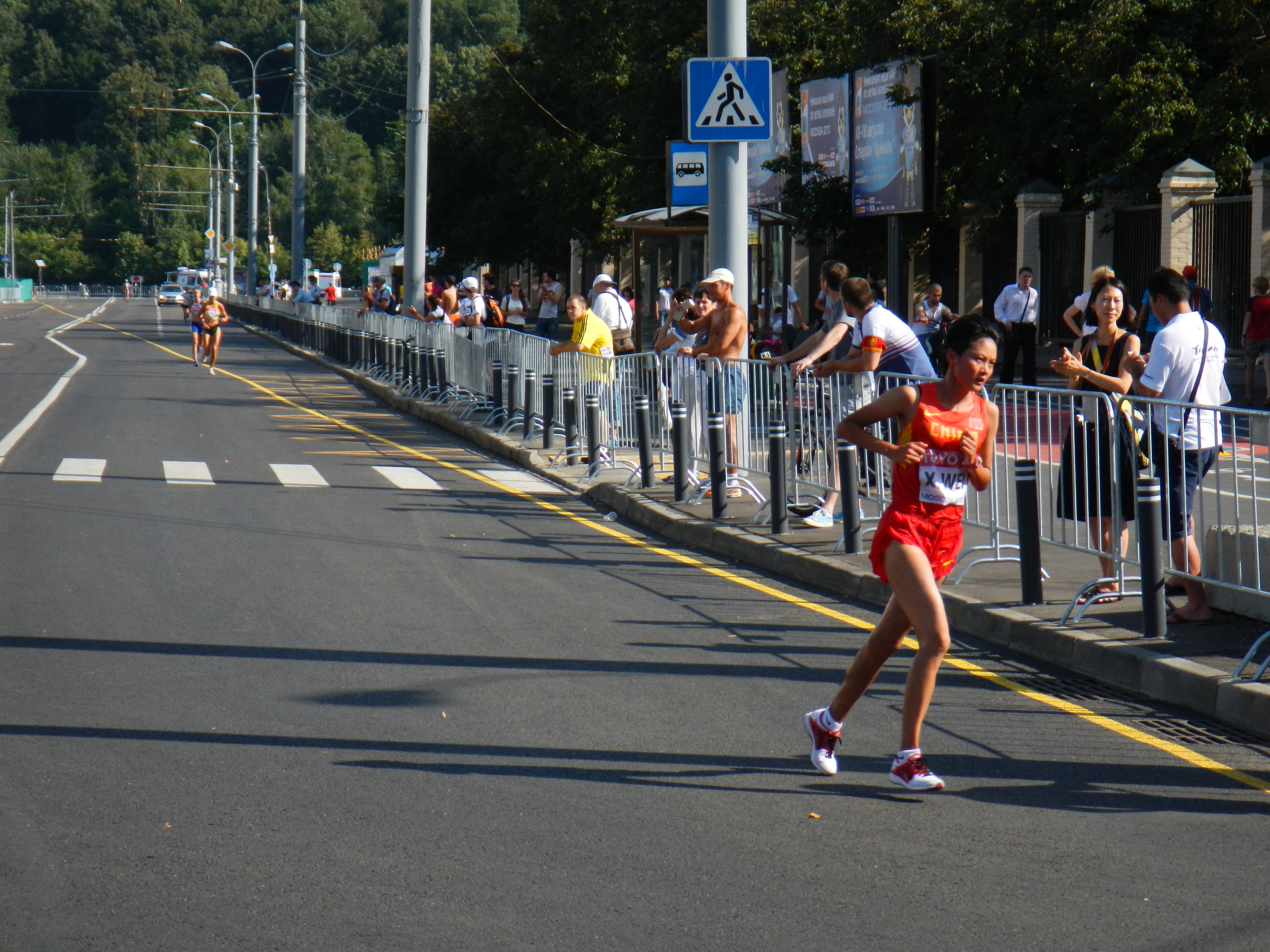
Wei Xiaojie – Rang 28
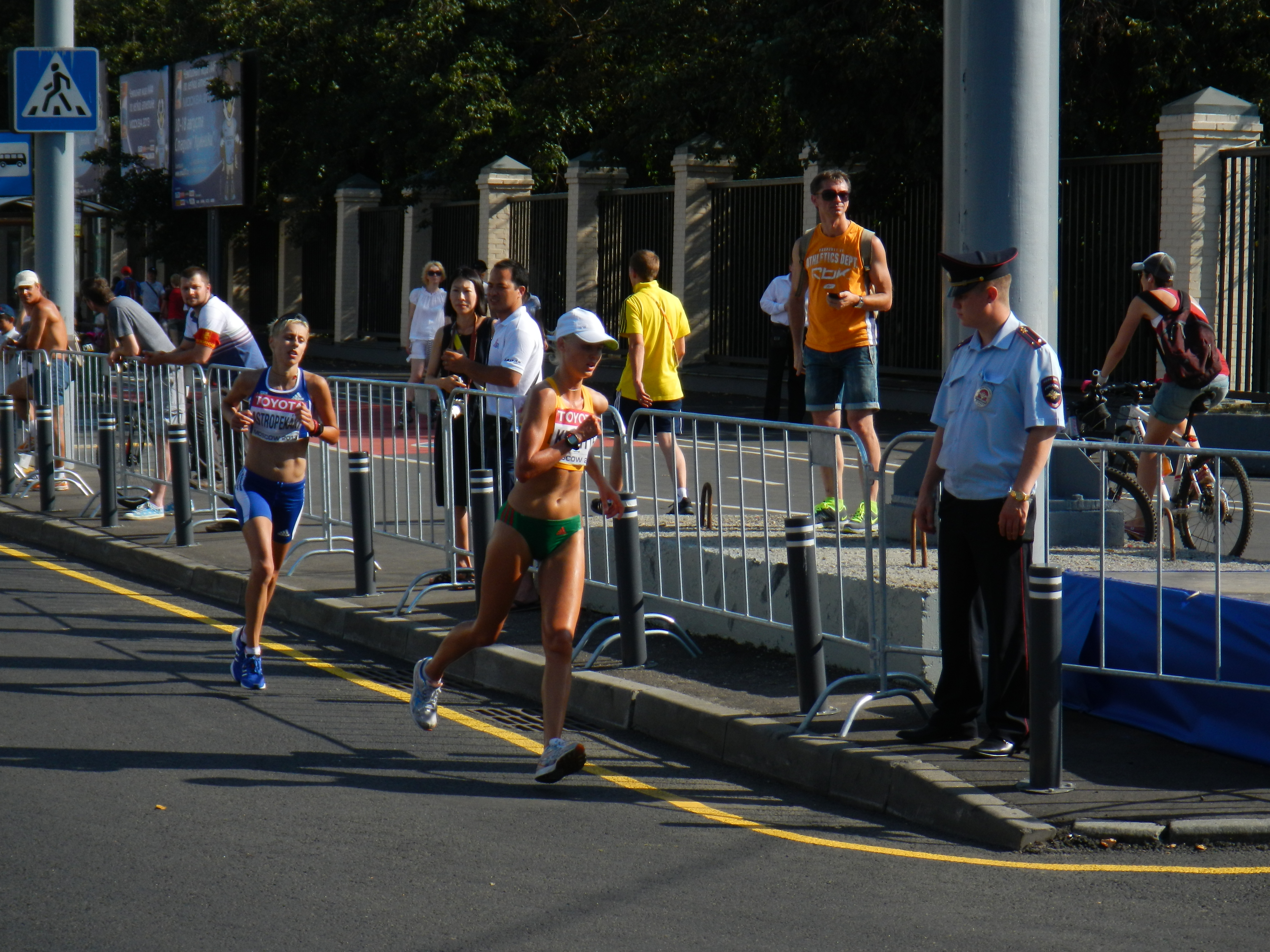
Kaliopi Astropekaki (hintere Position) Rang 29 / Remalda Kergytė – Rang dreißig
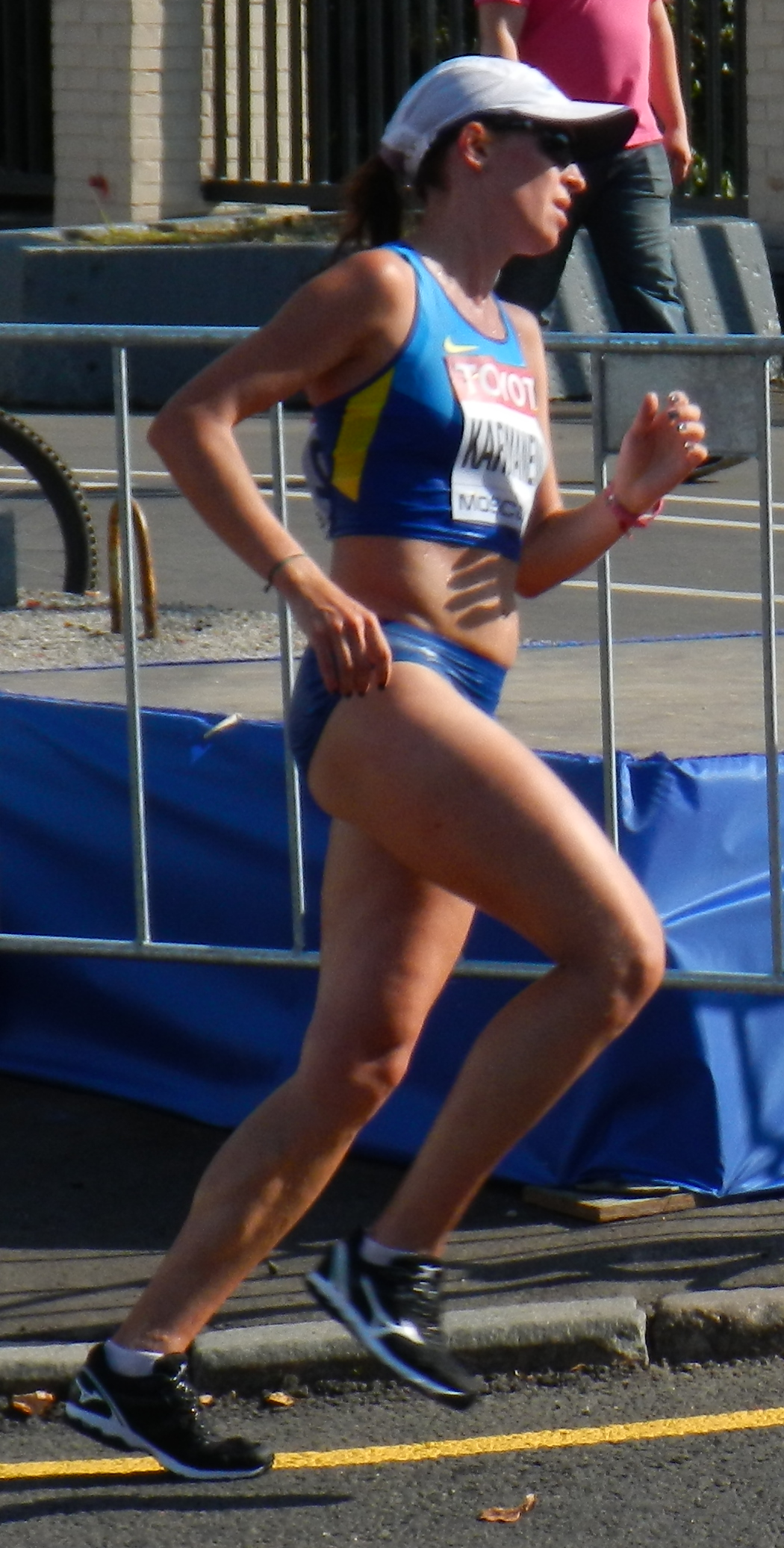
Kateryna Karmanenko – Rang 31
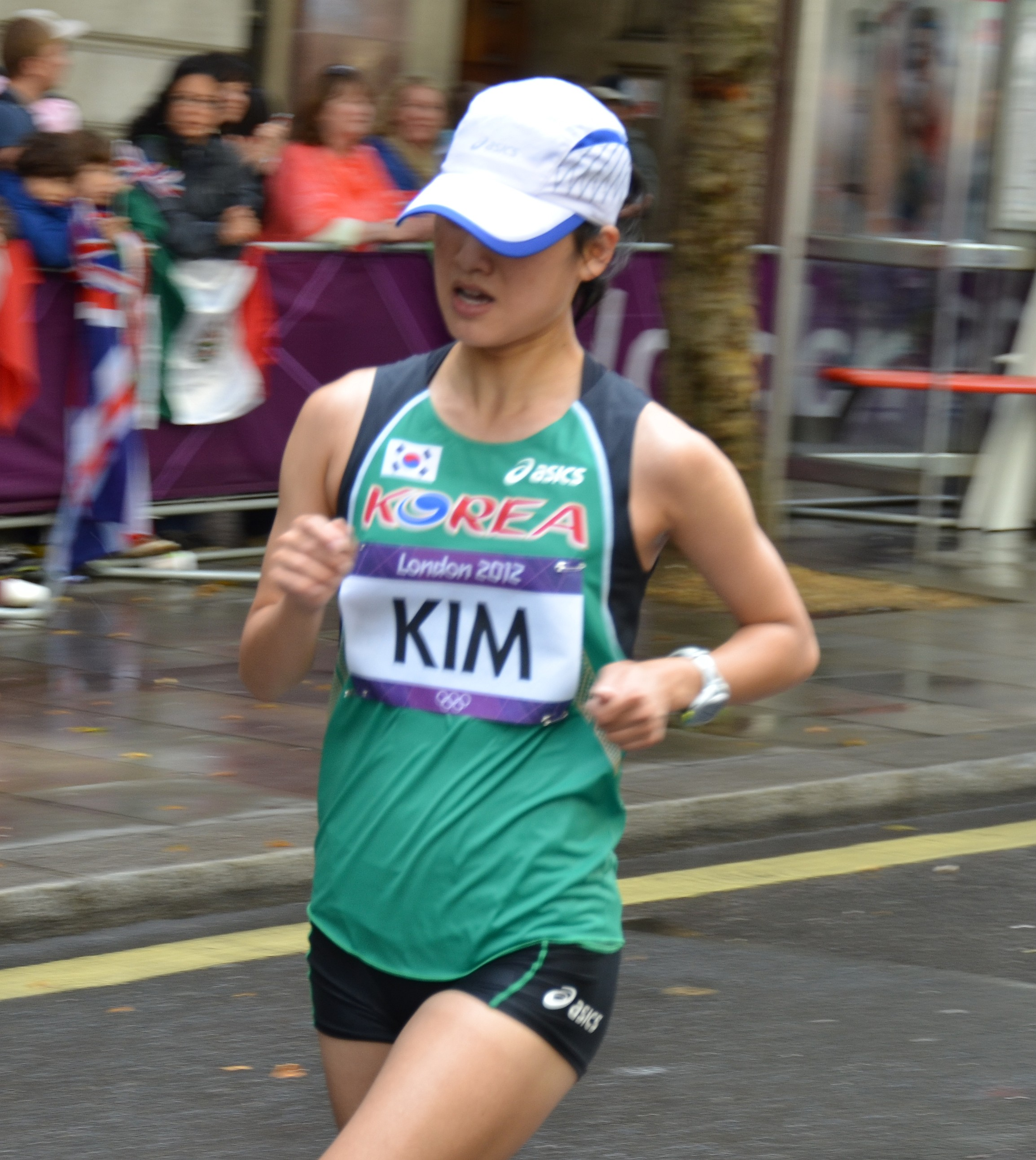
Kim Seong-eun – Rang 32
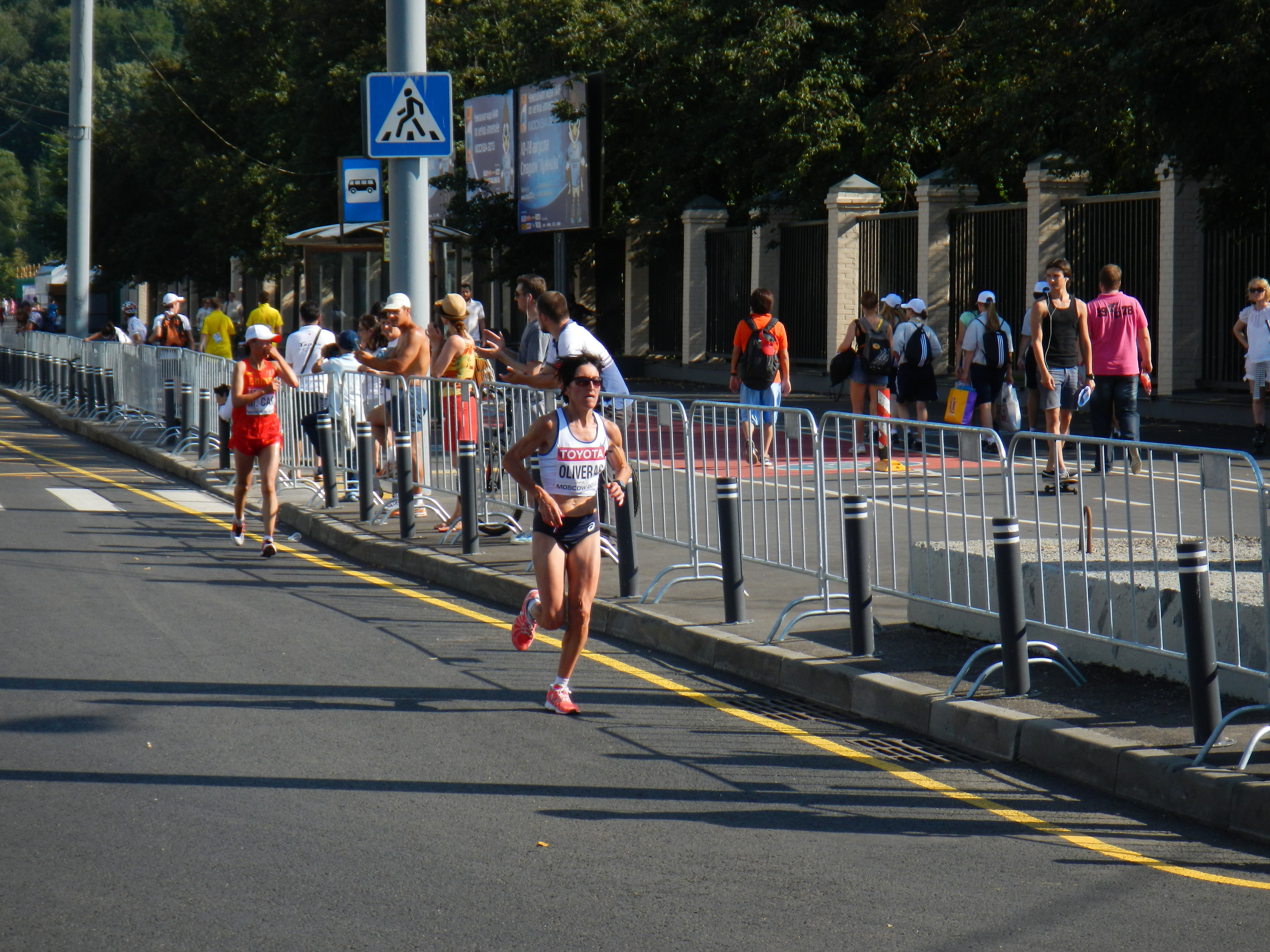
Carmen Oliveras (vorne) – Rang 33 Cao Mojie – Rang 34
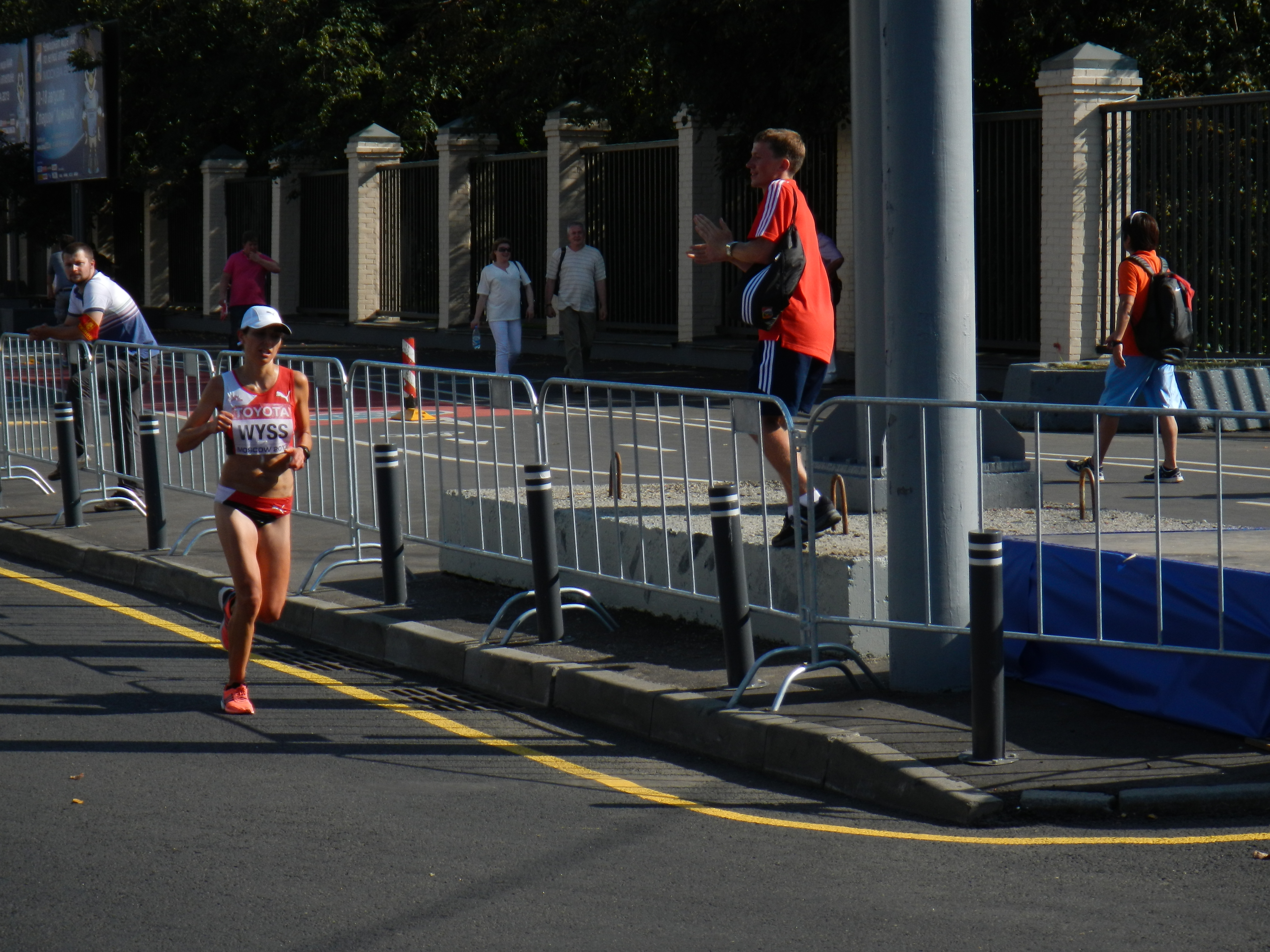
Renate Wyss – Rang 35
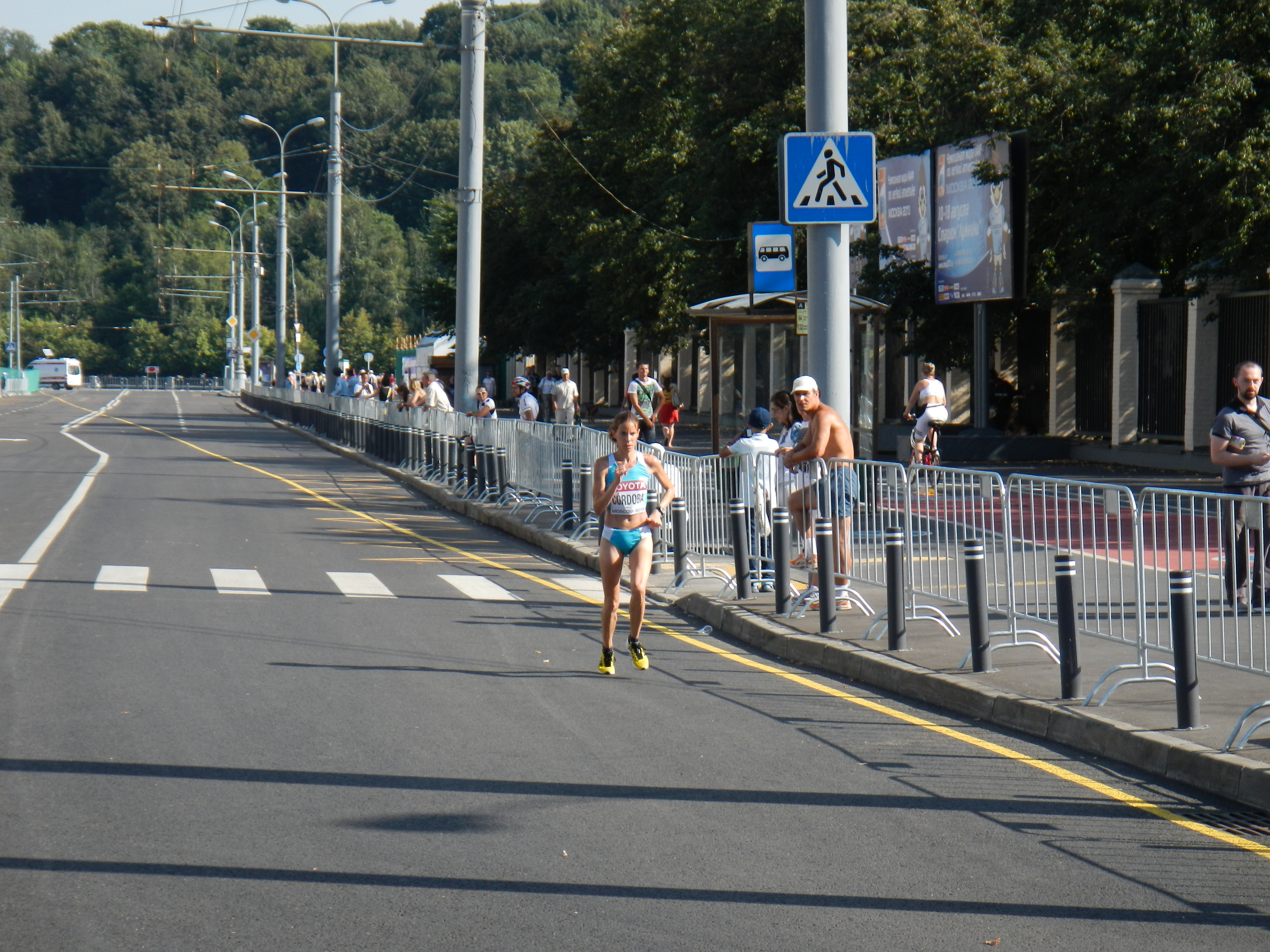
Karina Córdoba – Rang 36
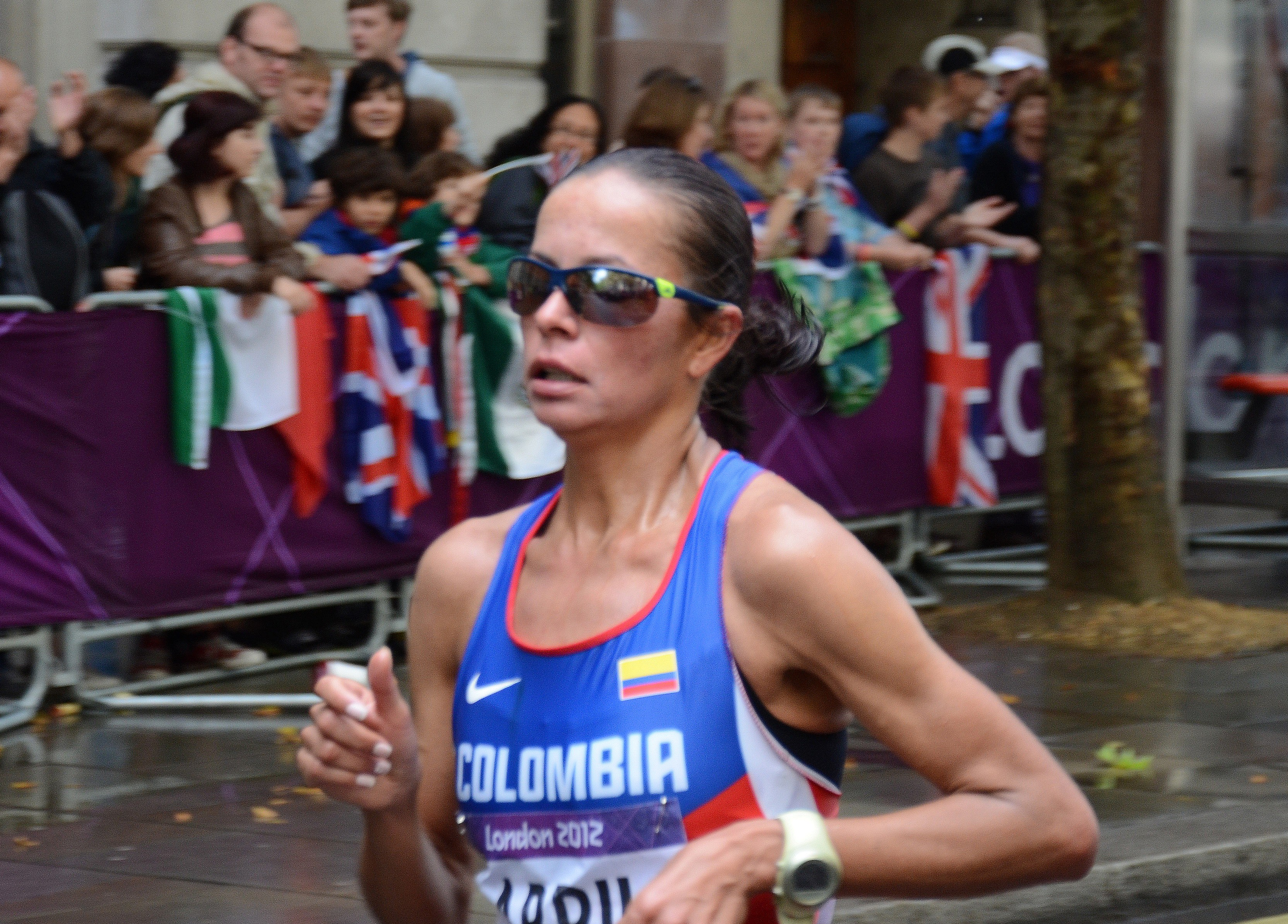
Erika Abril – Rang 39
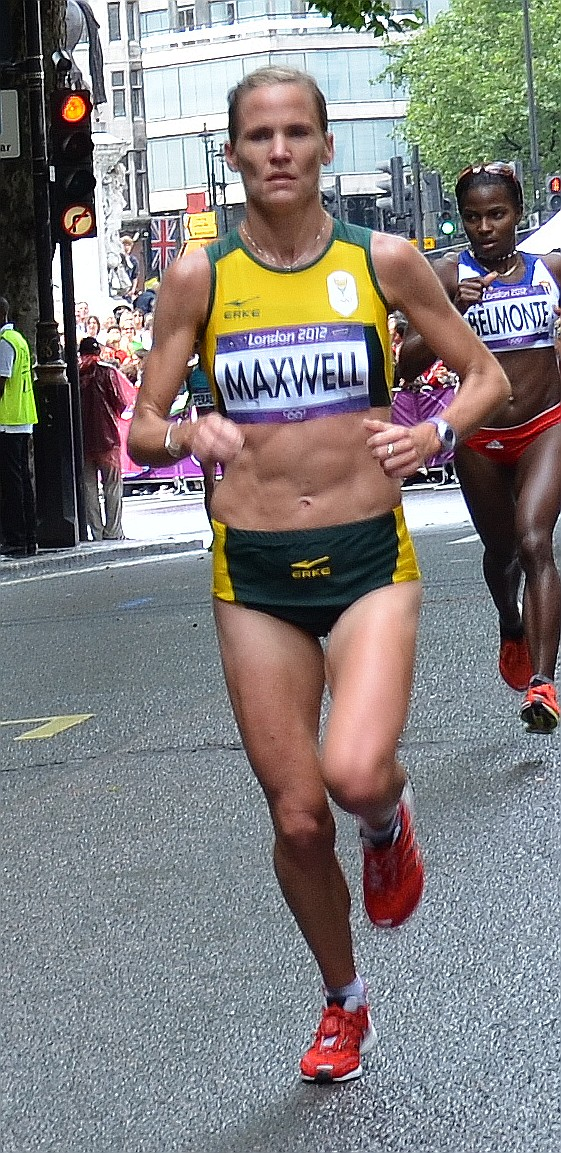
Tanith Maxwell – Rang 42
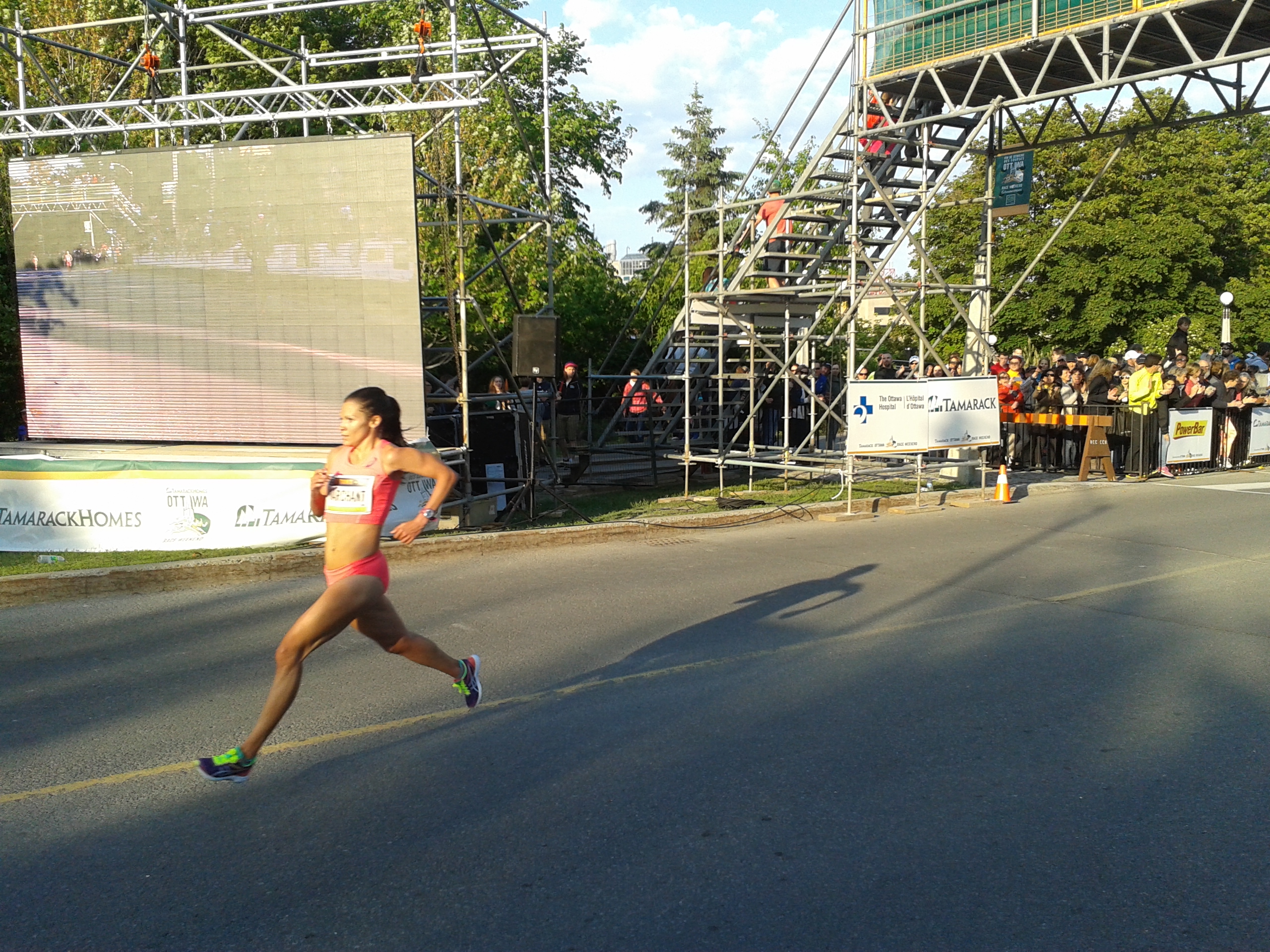
Lanni Marchant – Rang 44
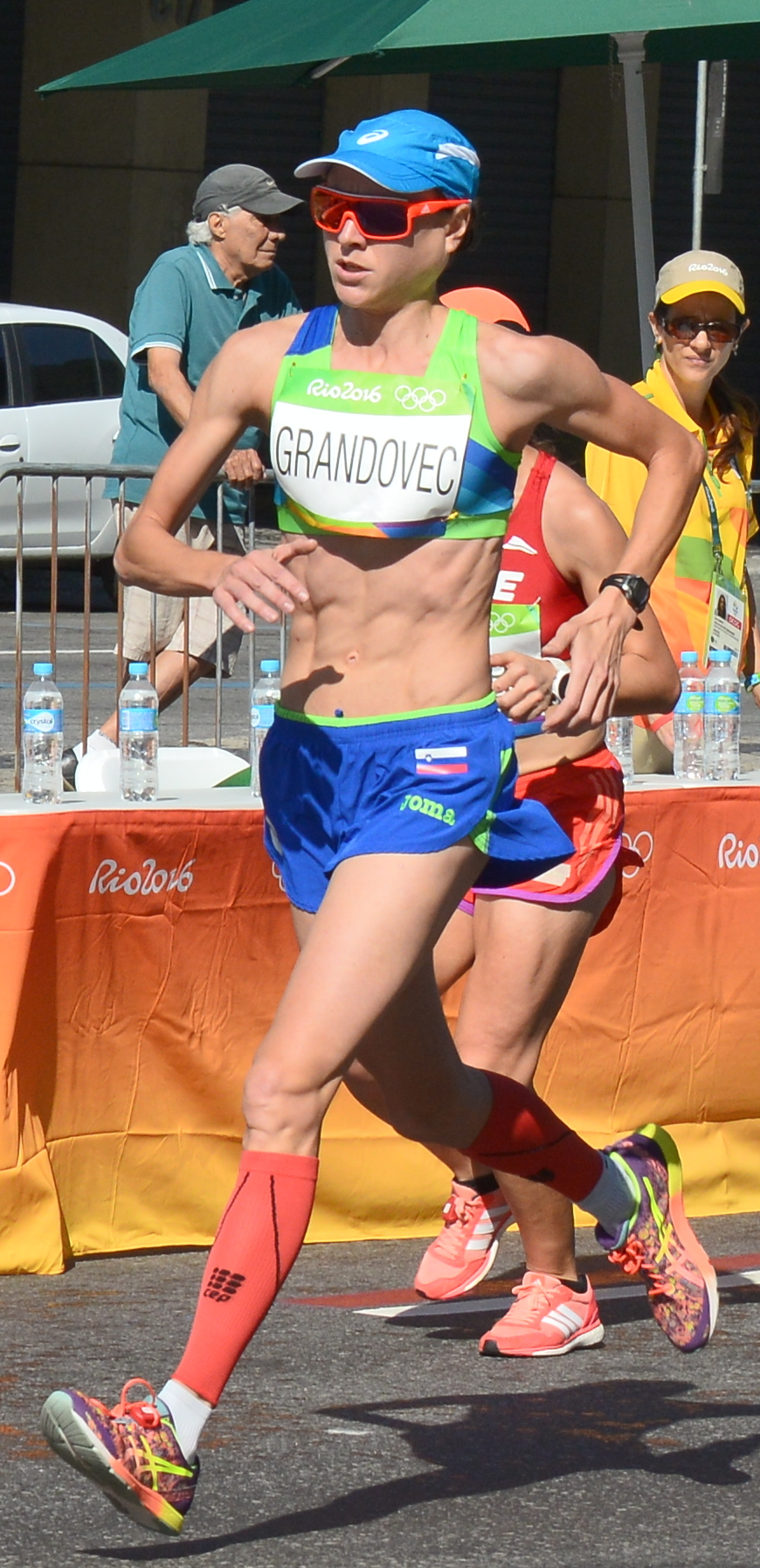
Daneja Grandovec – Rang 46
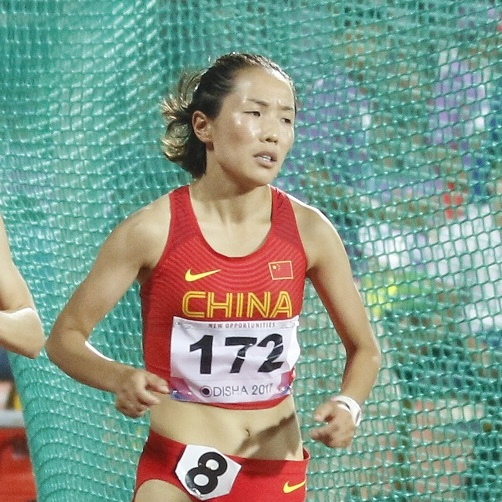
He Yinli – Rennen nicht beendet
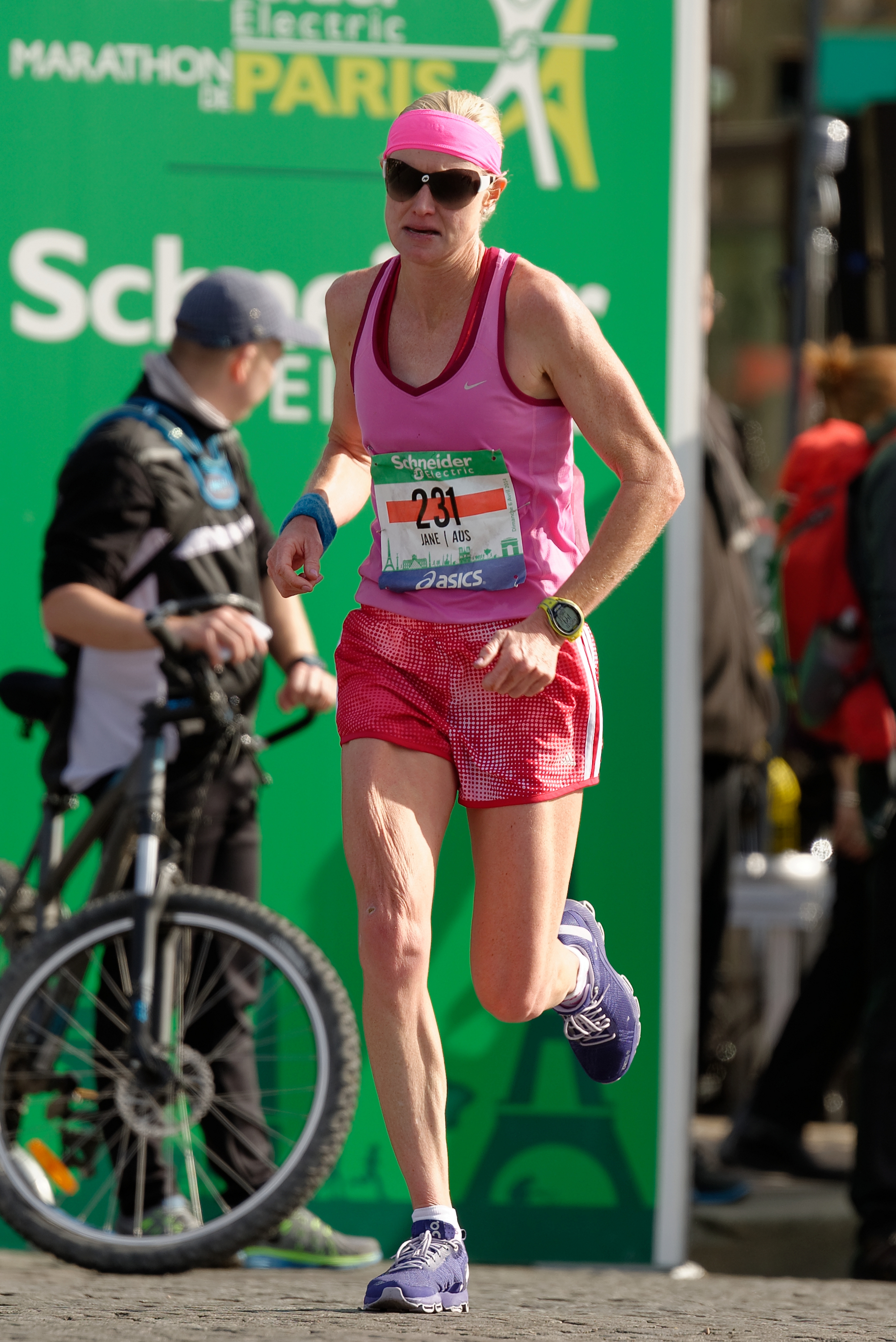
Jane Fardell – Rennen nicht beendet
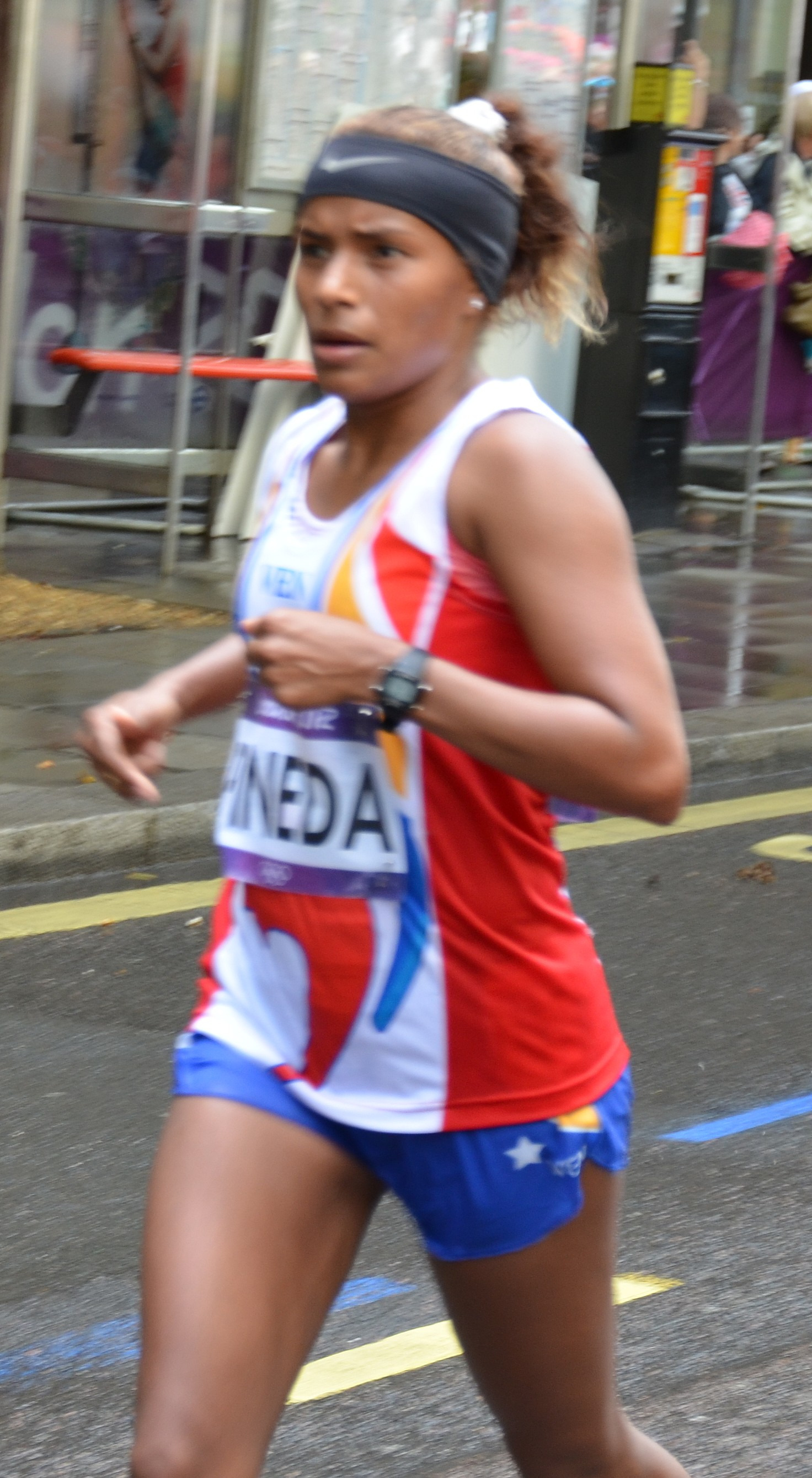
Yolymar Pineda – Rennen nicht beendet
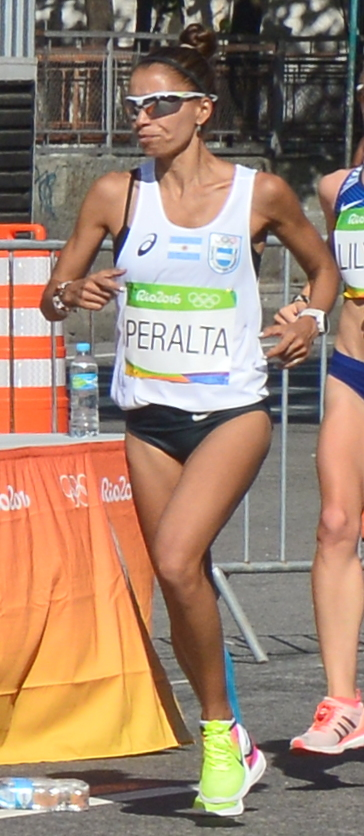
María Peralta – Rennen nicht beendet

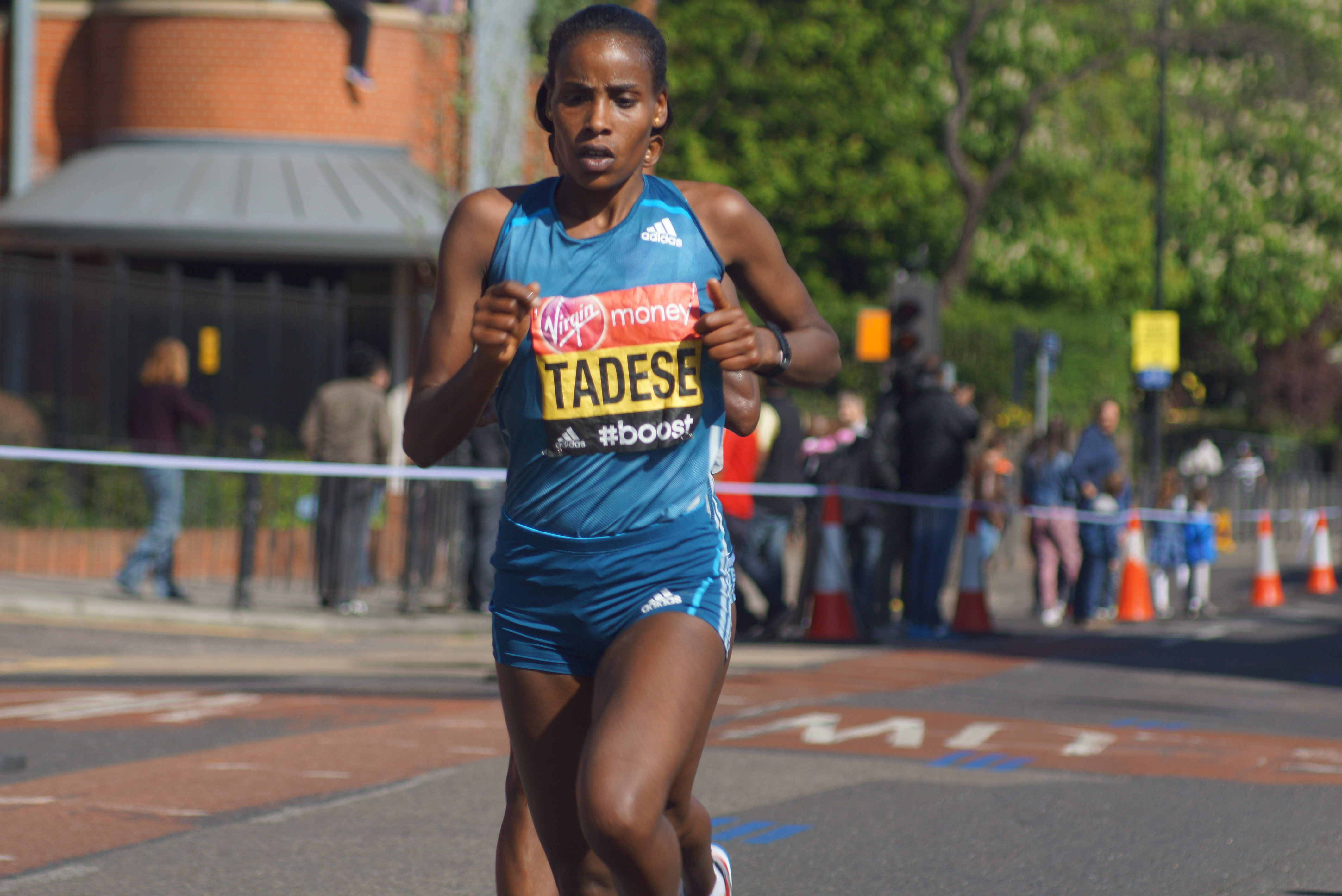
Feyse Tadese – Rennen nicht beendet
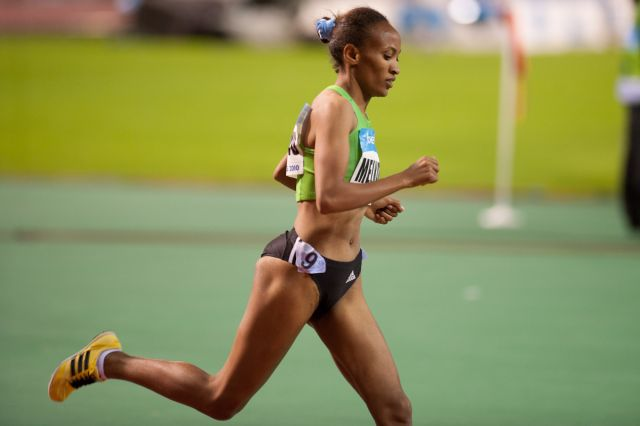
Meselech Melkamu – Rennen nicht beendet
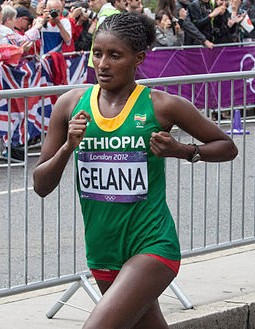
Tiki Gelana – Rennen nicht beendet
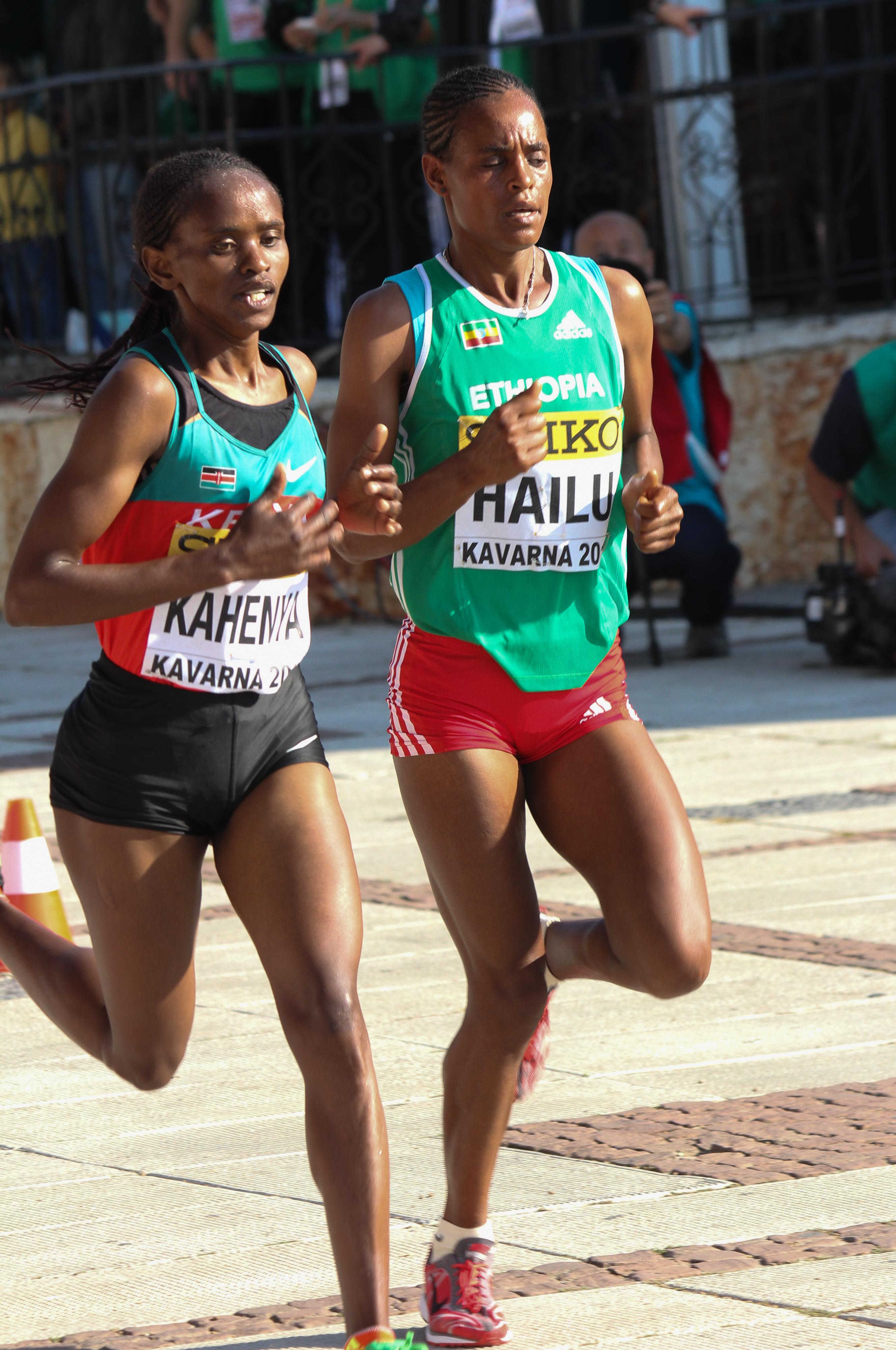
Meseret Hailu (rechts) – Rennen nicht beendet
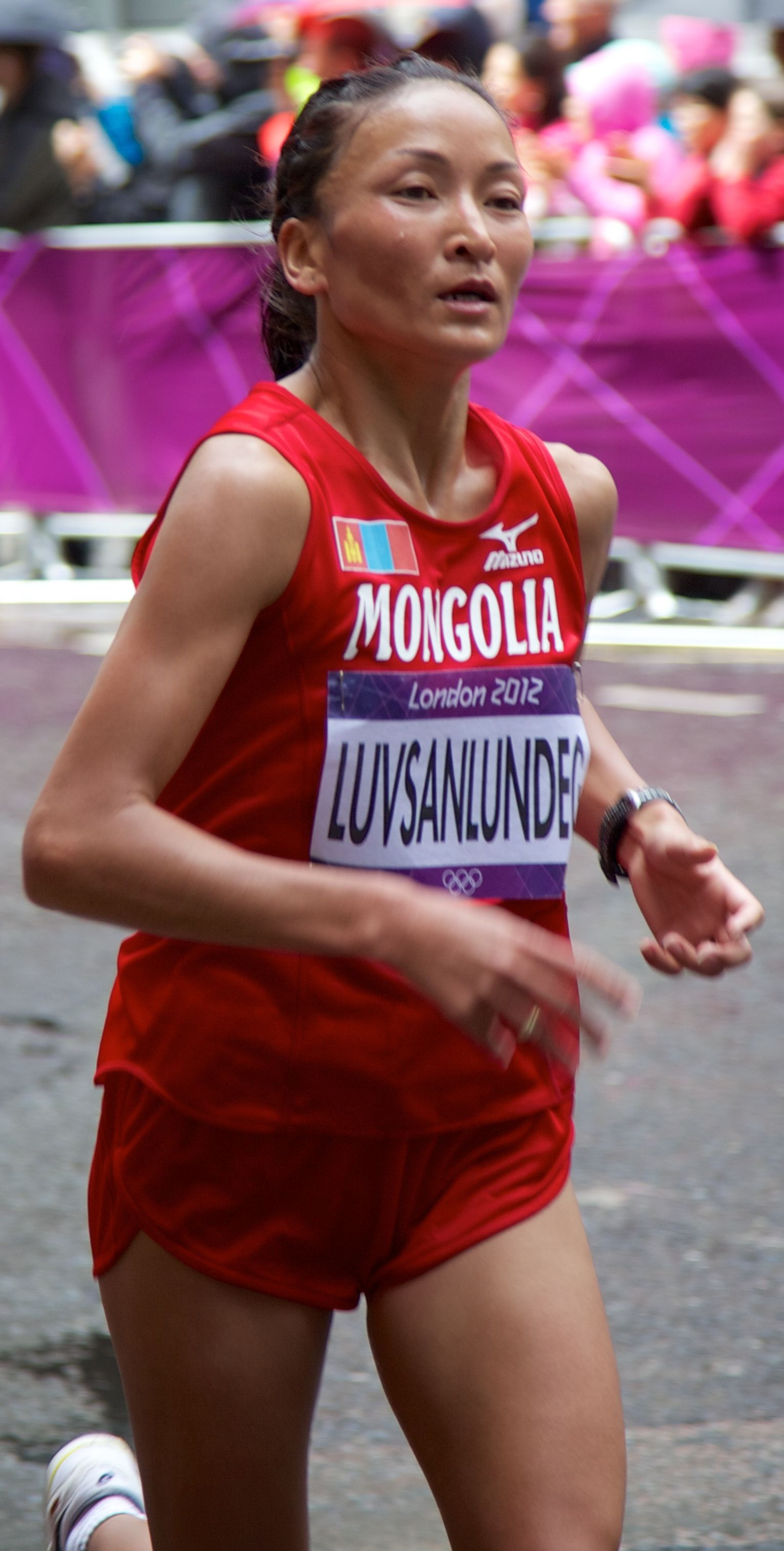
Luwsanlchündegiin Otgonbajar – Rennen nicht beendet
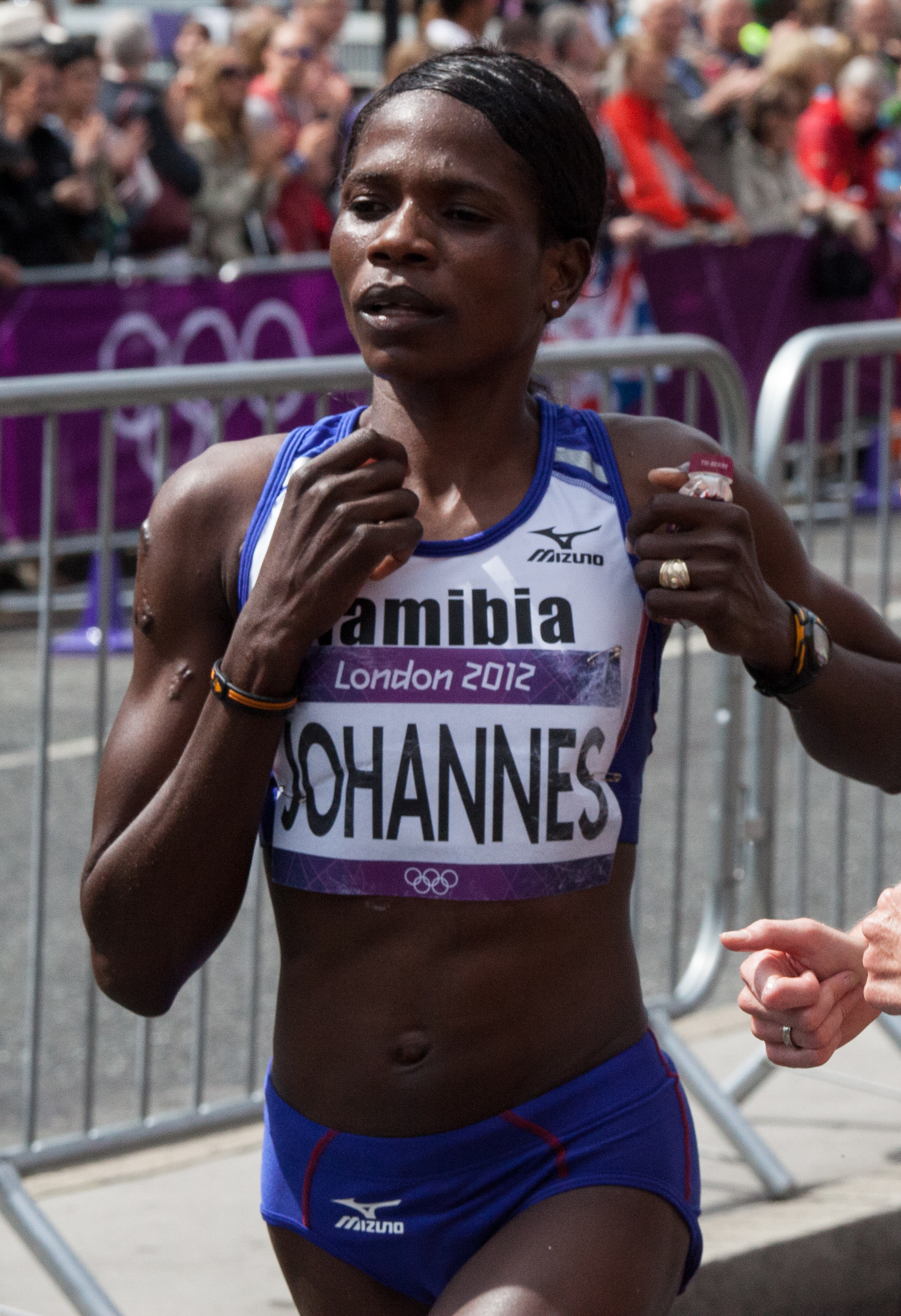
Helalia Johannes – Rennen nicht beendet
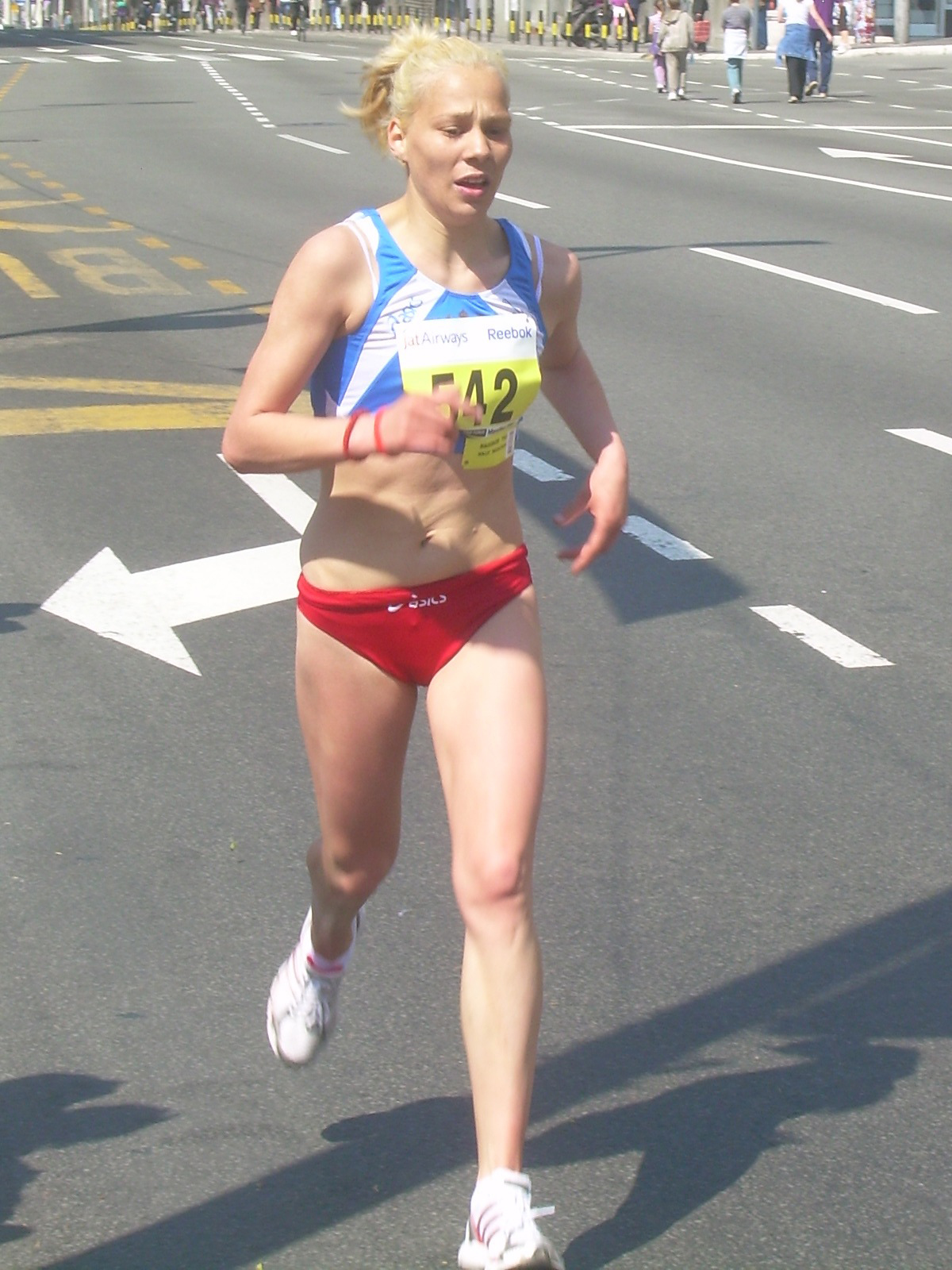
Slađana Perunović – Rennen nicht beendet
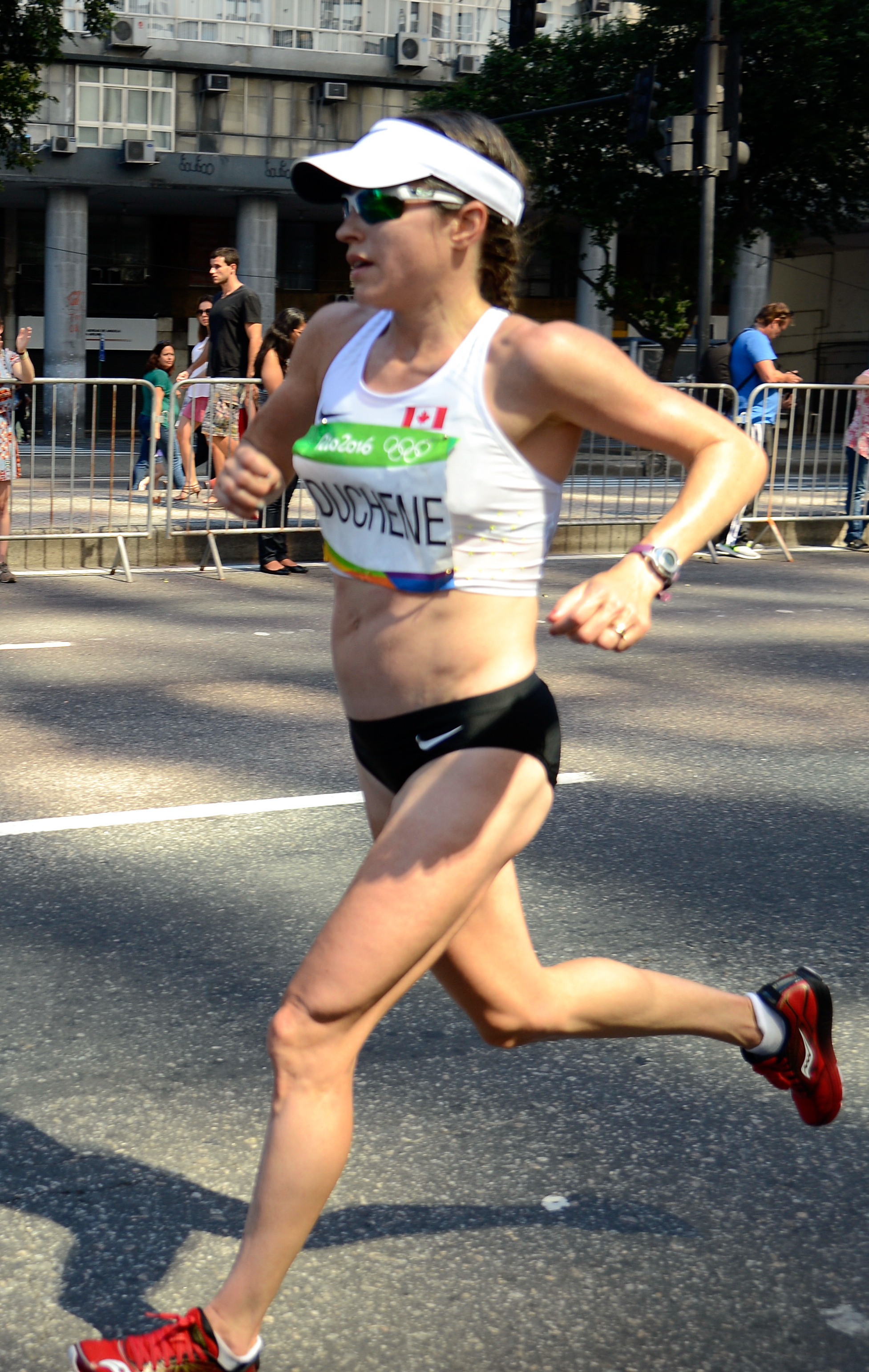
Krista Duchene – Rennen nicht beendet
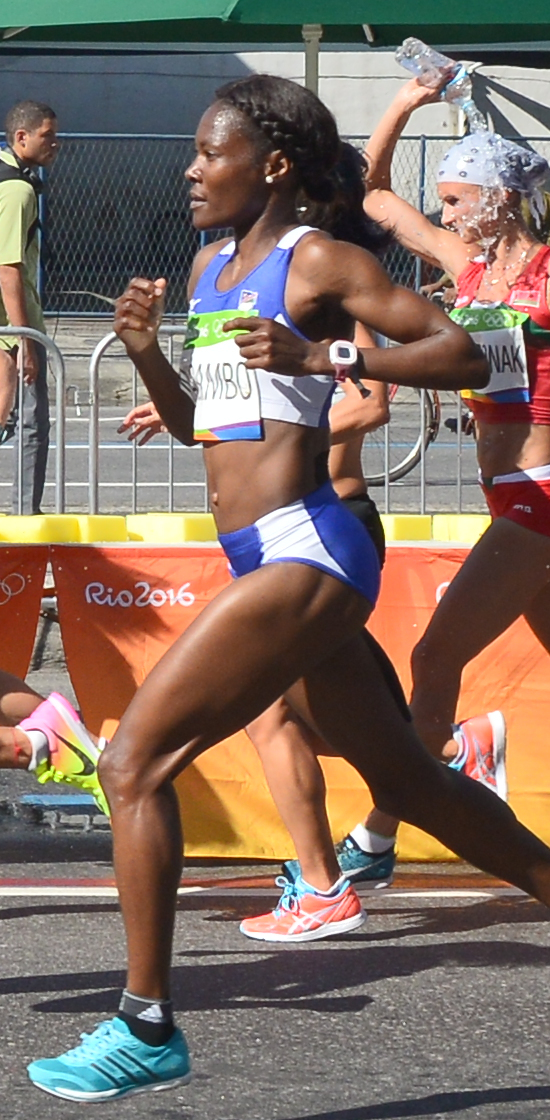
Beata Naigambo – Rennen nicht beendet
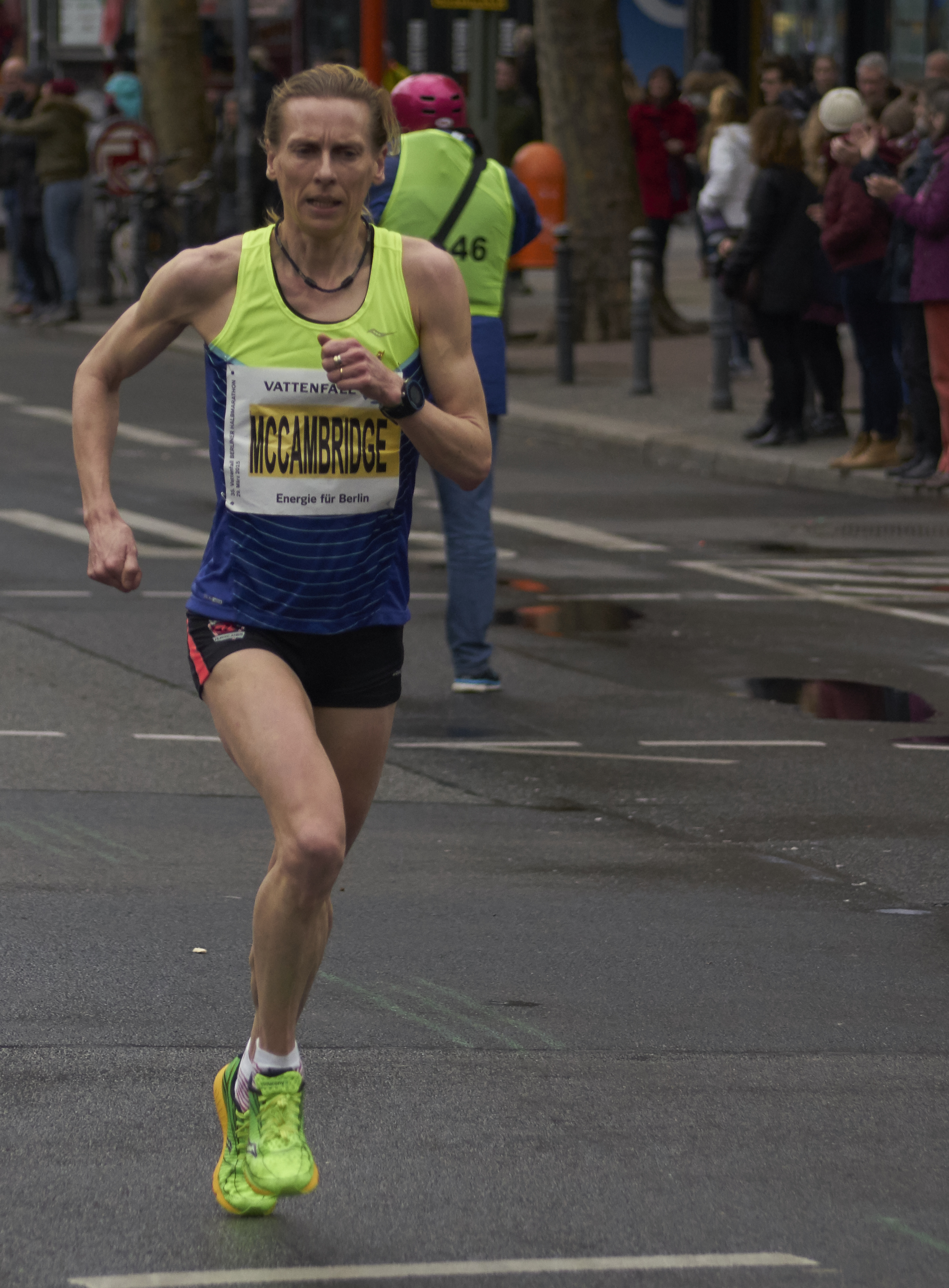
Maria McCambridge – Rennen nicht beendet
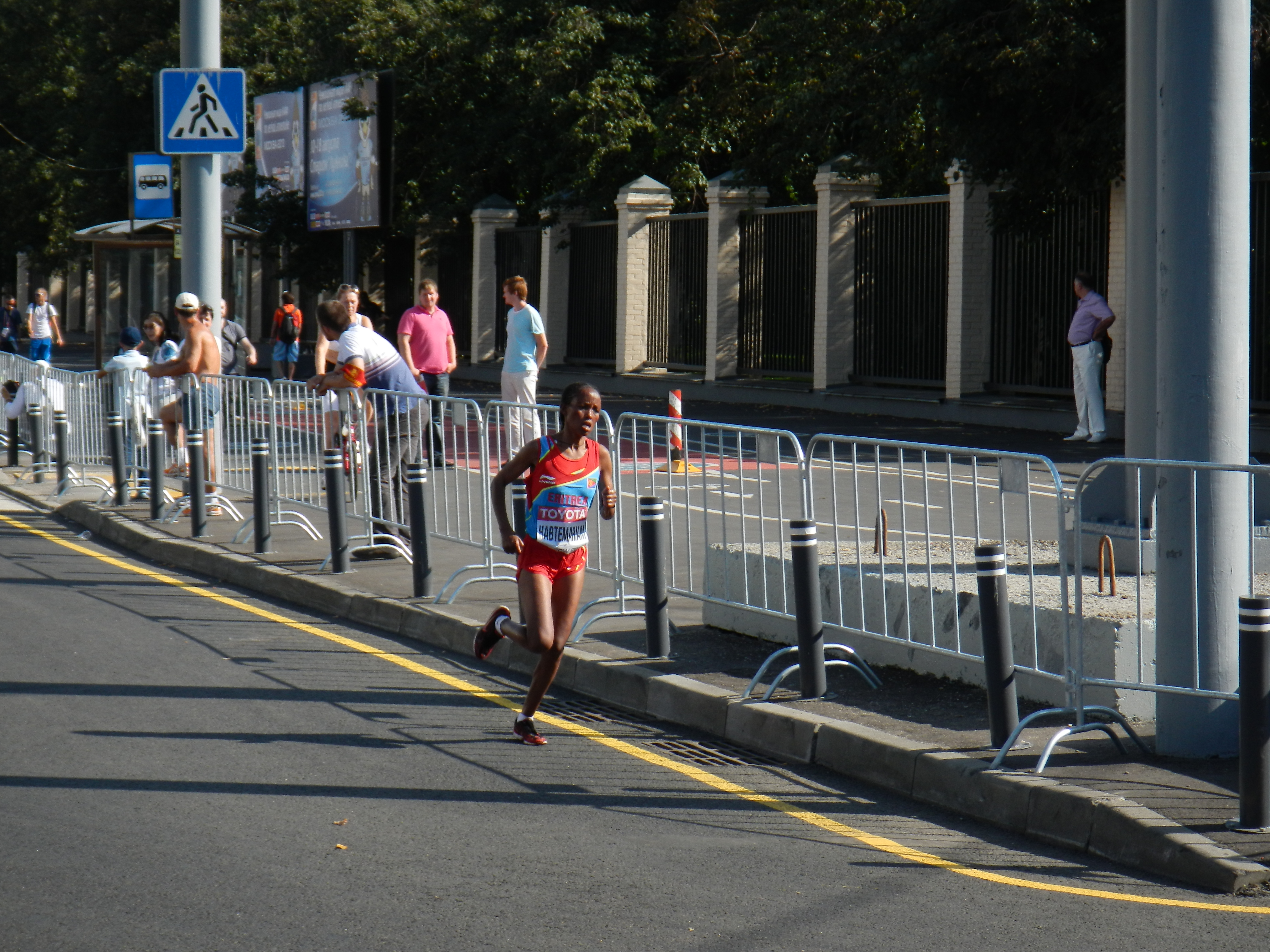
Nebiat Habtemariam – disqualifiziert wegen eines Fehlers bei der Verpflegungsmitnahme
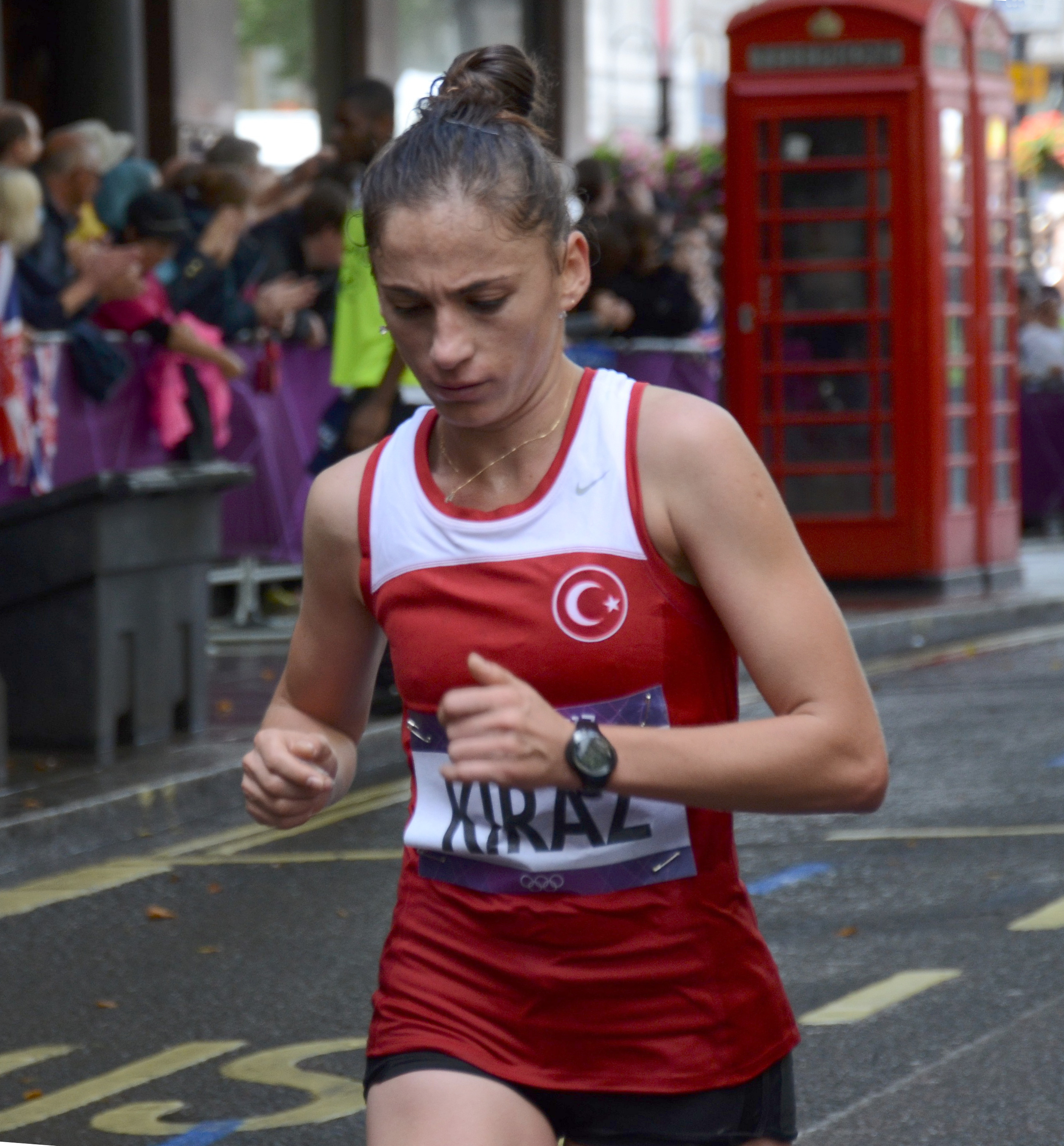
– gedopt und disqualifiziert

## Video
- Moscow 2013 - Marathon Women - Final, youtube.com, abgerufen am 2. Februar 2021